# Llista de comtes de Provença

Les armes de Provença, blasó obtingut per la simplificació de les armes dels Anjou-Sicília

La llista de comtes de Provença ordena cronològicament els governants del territori del comtat de Provença, fins a la seva integració definitiva al Regne de França el 1481.

## Rectors, patricis i ducs de la Provença merovíngia

### Abans de 561: rectors
- 534 o 536 - †548: Parteni, probablement un dels primers rectores Provinciae.[1]
- † abans de 559: Namaci (Namatius), anomenat rector, després bisbe de Viena
- Fèlix Ennodi, portà el títol de patrici, segurament descendent del procònsol Fèlix Ennodi.[1]
- ???? - 561: El patrici burgundi Agrícola és assenyalat com a substituït per Cels després de la partició del 561[2]

### 561-600: Provença Arlesiana i Provença marsellesa

Domini austrasià a Provença instaurat el 567.

Després de la partició del regne entre els fills de Clotari el 561, la província d'Arle va quedar en conjunt agregada al regne de Guntram conegut com a regne de Borgonya. Però per raó de la importància de la finestra a la Mediterrània els reis d'Austràsia van obtenir un corredor anomenat corredor austrasià que sortia d'Alvèrnia, passava per Avinyó i arribava a Marsella. Així aquest període va tenir personatges que tenien responsabilitats de govern simultàniament a les ordres de Guntram o dels fills de Clotari.
Gregori de Tours informa que Guntram va nomenar en el seu regnat tres patricis per a la Provença, segons sembla els tres d'origen romà.
- 561-570: Cels, enviat per Guntram per reprendre la vila d'Arle ocupada pel comte Firmini de Clarmont a les ordes de Sigebert;[5] segon Antoine Étienne Mille, Cels no hauria estat nomenat patrici fins al 562.[6]
- 569: patrici borgonyó Amat, assenyalat després del patrici Cels.[5]
- 570-582: patrici borgonyó Euni també Mòmmol, successor d'Amat.[5]

Per la part austrasiana es poden identificar els següents: 
- 561-569: Adouari
- 565: patrici Bodegisil,[7] fill de Mundéric i germà de Gundulf, bisbe de Tongres.[8]
- 565: Hecca, que va rebre de Sigibert I la missió de disposar de la Provença i de Marsella.[7]
- 569-570: Llop
- 570-573: Joví; representant del poder austrasià, després bisbe d'Usès (581)
- 573-575: Albí; representant del poder austrasià, després bisbe d'Usès (581)

A la mort de Sigebert el 575, el seu fill Khildebert II va haver de cedir a Guntram la meitat de Marsella. En realitat la vila va esdevenir una mena d'indivís sota l'autoritat dels dos sobirans, representats per un sol funcionari anomenat rector i nomenat pel rei austrasià. Aquest corredor deixava enclavada la ciutat d'Arle i els seus territoris. La regió d'Arle, del seu costat, sembla que depenia de ducs amb poders territorials més grans.
- 575-587: Dinami, rector de Provença; el 582, a la majoria d'edat de Khildebert que reclamava la totalitat de la vila de Marsella, va seguir un conflicte que va durar fins al 587. A la ciutat Dinami s'oposava de manera violenta al bisbe Teodor, fidel al partit austrasià de Khildebert, i fou probablement substituït per Gundulf, que segueix.
- 581-583: Gundulf, patrici de Provença, nomenat per Khildebert II.[8]
- 587-? : Niceti d'Alvèrnia, nomenat rector massiliensis Provincia per Khildebert II.[9]
- 587-? : Leudegisil, patrici de la Provença o duc de la Provença d'Arle per Guntram[10]
- c.596: Arigi, assenyalat com a governador de Provença per Louis Maimbourg[11] o com a patrici per Bruno Dumézil.[12]

### Prefectes (segle VII)
Al segle VII les llacunes són importants. La funció de rector del segle VI es substituïda per la de la proefectura amb un poder suplementari, el de batre moneda especialment amb emissions d'or reials ben representades entre 613 i 662. Es coneixen com a prefectes de la prefectura de Marsella a: 
- Babo (vers 600)
- Ègila (vers 602); per alguns hauria precedit a Leudegisil[14]
- Sigari.[15]
- Didier; successor del seu germà Sigari que havia mort. Després va ser nomenat bisbe de Cahors en lloc del seu germà gran assassinat.[15]
- Badó (634 – 641)
- Willibad (641 – 643), de la Provença Borgonyona
- Eloi (abans de 662).[15]

### 675-736: patricis
Entre la fi del segle VII i el 736, el títol de rector va desaparèixer en profit del de patrici. A partir dels anys 673-675, segons Louis Stouff, un patrici va dirigir la Provença en nom dels reis francs, però no va tenir seu a Arle, sinó que va residir a Marsella esdevinguda capital de la Provença. Les encunyacions d'or van desaparèixer el 675, substituïdes per emissions en plata amb les inicials dels patricis que han permès de reconstruir -sobretot mercès als treballs de F. Kiener i Georges de Manteyer la cronologia dels patricis.
Diversos noms són igualment coneguts per altres fonts, en particular per un protocol redactat a Digne el 780 contingut al cartulari de Sant Víctor de Marsella.
- Hèctor (? - Pasqua del 675); assassinat a Autun per no haver complagut a Khilderic.[19]
- Rocco (c.680)
- Bonet (vers 681 - vers 691) va succeir al seu germà Avit com a bisbe de Clarmont d'Alvèrnia.[15]
- Agnori (vers 691)
- Antenor (primera sèrie: encunyacions amb el nom complet),
- Austrebert o Ansedert també Ansedertus, vers final del segle,[20]
- vers 700-702: Nemfidi,
- vers 702-716: Antenor (segona sèrie: encunyacions amb monograma); Antenor hauria pogut estat dues vegades patrici o bé, com especulen alguns, el segon Antenor hauria estat un fill o parent del primer,[21]
- vers 716-732: Metrà,
- vers 732-736: Abbó;

En els anys 730 a 740, apareix igualment un personatge, Mauront anomenat duc (720-739), que es va revoltar contra els cambrers carolingis.
- vers 737: Arding l'Alamà, que hauria succeït a Abbó.[22]
- vers 737: Khildebrand I anomenat com a duc de Provença, germà de Carles Martell.

### Després del 739:missi dominici
El títol de patrici de Provença hauria estat suprimit o be el 736, any en què Carles Martell va envair la vall del Roine amb el seu germanastre Khildebrand i va devastar la regió, recuperant Arle i Avinyó, i restablint al duc Mauront a Marsella, o be el 739, data de la mort d'Abbó doncs els càrrec de duc i patrici feia ombra als carolingis i fou suprimit per Pipí el Breu, els successors del qual van instituir al lloc d'aquests governadors inamovibles uns inspectors generals divisionaris anomenats missi dominici, amb funcions temporals i revocables a voluntat del sobirà.

## Comtes carolingis a Provença
El títol de comte va reaparèixer vers el 780, en consonància probablement a la nova política imperial al sud-est de França.
- 780: Marcel·lí, comte vers 780.[24]

- Inici del segle ix: Llop

- abans de 824- després de 829: Leibulf, esmentat com a successor del comte Llop.[25]

- 835: Miló

- 841: Guerí o Garí.[26]

- ? -845: Audibert, comte de Marsella i després duc o comte de Provença vers 850.

- 845-860: Fulcrad, revoltat contra Lotari I

- 850: Audibert

- 860: Aldric

- 863-875: Adalbert

- 875-879: Bosó (bosònida) († 887), duc de Provença nomenat per Carles el Calb. Es va proclamar rei el 879 i va nomenar el seu cosí Teobald com a comte d'Arle per administrar la Provença.

### Comtes d'Arle
- 879-890/895: Teobald d'Arle, bosònida, († 895), casat a Berta, filla de Lotari II de Lotaríngia.

- 890/895-908: Tibert

- 905-928: Hug d'Arle († 947), fill de Teobald. El 926 va esdevenir rei d'Itàlia i va cedir el comtat d'Arle al seu germà Bosó.

- 928-936: Bosó d'Arle (885 † 936), germà de l'anterior, el 931 era marquès de Toscana.

- 931-936: Berta d'Arle (+965) i el seu marit Bosó I (+935), en nom de Bosó d'Arle i el seu suposat fill Ratbold d'Arle, que estaria a Toscana i hauria mort amb el seu suposat pare el 936.

- 936-947: Hug d'Arle (Potser ocupant el lloc de Ratbold l'Antic, fill de Ratbold d'Arle, que si va morir el 948 només hauria estat comte efectiu un any)

## Comtes de Provença
El comtat de Provença fou la continuïtat del comtat d'Arle dins del regne d'Arle. El territori era el mateix però a partir de la meitat del segle X els comtes prenen el títol de "comte de Provença" en lloc de "comte d'Arle" mentre el regne de Borgonya Cisjurana amb Provença prenia el nom de regne d'Arle.
A la mort d'Hug d'Arle, Conrad III de Borgonya, rei d'Arle, va nomenar tres comtes i diversos vescomtes per reduir el poder que abans es concentrava en unes soles mans:
- Bosó II d'Arle, comte d'Arle
- Guillem d'Avinyó, (germà de Bosó II), comte d'Avinyó
- Griffó, comte d'Apt

Guillem i Bosó van eliminar a Grifó II, fill de Griffó. Guillem va morir sense descendència legítima (de fet se li atribueix un fill, Arquimbald, que fou clergue). Bosó va reunificar l'antic comtat d'Arle que tornà a esdevenir el comtat de Provença. El títol de comte d'Arle hauria anat a la branca del seu fill primogènit.

### Dinastia Bosònida de Provença
947-968: Bosó II d'Arle († 968), comte d'Arle (vers 949), casat amb Constança de Viena
El comtat de Provença fou una possessió indivisa entre els hereus: a la mort d'un comte tots els seus fills esdevenien comtes. Si el comte no tenia fills, passava a les filles (o germanes) que no havien estat dotades o havien fet un bon casament.
Alguns comtes es van considerar prou poderosos després de derrotar els sarraïns per titular-se marquès de Provença (eren marquesos els comtes de les regions que feien frontera amb un estat enemic o que estaven amenaçades per un poder estranger). El títol de marquès quedarà finalment en mans del casal de Tolosa. L'extinció de la casa bosònida de Provença el 1093 i la transmissió del comtat a diversos casals (de Tolosa, d'Urgell i de Barcelona) va posar fi al règim d'indivisió i va portar a les anomenades guerres baussenques i a dues particions: el primer el 1125, entre el casal de Tolosa (que rebrà el marquesat de Provença) i el casal de Barcelona (que rebrà el comtat de Provença), ignorant els drets dels comtes d'Urgell; una segona partició vers el 1150 va repartir el marquesat entre Tolosa i el casal d'Urgell (que va rebre el comtat de Forcalquier)
| 968-1008: Ratbold I († 1008), fill gran de Bosó II d'Arle i de Constança de Viena i net de Ratbold l'Antic casat a Emildis, filla d'Esteve, vescomte del Gavaldà, i d'Anne 1008-1010: Ratbold II († 1010), fill casat amb Ermengarda 1008-1024: Guillem II germà. 1010-1037/1042: Guillem III Venaisí († 1037/1042), fill. casat amb Lúcia 1010-1063: Emma, germana del precedent casada (1037) amb Guillem III Tallaferro (952 † 1037), comte de Tolosa 1063-????: Bertran I de Tolosa mort després del 1081, fill casat amb Alix o Aleiris de Die ????-1105: Ramon de Sant Geli († 1105), comte de Tolosa i de Trípoli, marquès de Provença, nebot i gendre del precedent, fill de Ponç, comte de Tolosa (fill de Guillem IV Tallaferro i d'Emma) i d'Almodis de la Marche casat en primeres noces a Eldearda de Provença, filla d'un comte de Provença (probablement Folc Bertran) casat en segones noces amb Mafalda d'Hauteville (o de Sicília), filla de Roger I de Sicília casat en terceres noces a Elvira de Castella (Elvira Núñez de Guzmán) 1105-1112: Bertran I de Sant Geli i Trípoli i II de Provença (†1112), marquès de Provença, comte de Tolosa i de Trípoli, fill de Ramon i d'Eldegarda 1112-1148: Alfons I Jordà, marquès de Provença, comte de Tolosa, (1103 † 1148), fill de Ramon i d'Elvira de Castella casat el 1125 amb Faidida d'Usès 1148-1194: Ramon V de Tolosa († 1194), marquès de Provença, comte de Tolosa, fill casat amb Constança de França 1194-1222: Ramon VI de Tolosa († 1222), marquès de Provença, comte de Tolosa, fill 1222-1249: Ramon VII de Tolosa († 1249), marquès de Provença, comte de Tolosa, fill 1249-1271: Alfons de França, III de Tolosa (1220 † 1271), marquès de Provença, comte de Poitiers i de Tolosa, gendre del precedent, fill de Lluí VIII el Lleó, rei de França casat amb Joana de Tolosa i Aragó, filla de Ramon VII A la seva mort el marquesat de Provença, i els comtats de Poitiers i de Tolosa van passar a Felip III de França, que els va unir als dominis de la corona. |  | 968-993: Guillem I l'Alliberador (vers 953 † 993), marquès de Provença, fill segon de Bosó II d'Arle casat en primeres noces (el 968 o 970) amb Arsenda de Commenge casat en segones noces vers 984 amb Adelaida Blanca d'Anjou 993-1018: Guillem II (vers 986 †1018), fill casat el 1002 amb Gerberga de Borgonya A la seva mort van entrar els seus tres fills: - 1019-abans de 1030: Guillem III, mort sense fills - 1019-1051: Folc Bertran († 1051) també Bertran I, casat a Hildegarda Eva (filla de Bertran I de Tolosa i pare de: - 1051-1063/1067: Guillem IV Bertran, comte de Provença, ancestre dels comtes de Forcalquier - Gerberga de Provença, casada amb el vescomte de Sisteron, origen dels comtes d'Aurenja - Eldearda, casada amb Ramon de Sant Geli - 1051-1065: Jofre II, comte de Provença - Guillem, comte a Gap i Embrun, mort sense filsl vers el 1070 - 1019-1063: Jofre I (vers 1013 †1063), casat amb Estevaneta Dolça de Marsella, pare de : - 1063-1093: Bertran II († 1093), marquès de Provença casat amb Matilde o Mafalda de Pulla-Calàbria pares de Cecília, casada amb Bernat Ató I, vescomte de Carcassona, Rasès, Besiers, Agde, Albi i Nimes, pretendent - - Estefania (+ vers 1085), casada amb Guillem II de Besalú, comte de Besalú, pretendent - Gerberga, vegeu tot seguit casa de Millau-Gavaldà 1093-1112: Gerberga (vers 1060 † 1115) casada a Gilbert de Millau (vers 1060 † 1111), comte del Gavaldà '1113: Estefania, filla, comtessa de Gavalda, casada amb Ramon dels Baus, origen dels drets dels Baus a Provença 1112-1127: Dolça I (v. 1090 † 1127), germana casada el 1112 amb Ramon Berenguer III de Barcelona (vers 1082 † 1131), comte de Barcelona 1167-1173: Alfons el Cast (1152 † 1196), comte de Provença i de Barcelona després rei d'Aragó (Alfons II), fill de Ramon Berenguer IV, comte de Barcelona (fill de Ramon Berenguer III i de Dolça I de Provença) i de Peronella d'Aragó († 1174). Comte de Barcelona i comte i marquès de Provença com a Alfons I el Cast casat el 1174 amb Sança de Castella 1173-1181: Ramon Berenguer IV de Provença (1158 † 1181), germà (nom de naixement Pere) 1181-1184: Sanç I de Provença, germà del precedent 1184: Alfons el Cast (1152 † 1196), segona vegada casat el 1174 amb Sança de Castella 1184-1209: Alfons II de Provença, fill d'Alfons I d'Aragó, comte de Barcelona i rei d'Aragó casat amb Garsenda de Forcalquier i de Niça coneguda com Garsenda de Sabran, comtessa de Forcalquier (1180 † 1242) 1209-1245: Ramon Berenguer V de Provença (v. 1198 † 1245), fill casat amb Beatriu de Savoia (1205 † 1266) 1245-1267: Beatriu I de Provença, filla, casada amb Carles I de Nàpols |
| |  | 968-993: Guillem I l'Alliberador (vers 953 † 993), marquès de Provença, fill segon de Bosó II d'Arle casat en primeres noces (el 968 o 970) amb Arsenda de Commenge casat en segones noces vers 984 amb Adelaida Blanca d'Anjou 993-1018: Guillem II (vers 986 †1018), fill casat el 1002 amb Gerberga de Borgonya A la seva mort van entrar els seus tres fills: - 1019-abans de 1030: Guillem III, mort sense fills - 1019-1051: Folc Bertran († 1051) també Bertran I, casat a Hildegarda Eva (filla de Bertran I de Tolosa i pare de: - 1051-1063/1067: Guillem IV Bertran, comte de Provença, ancestre dels comtes de Forcalquier - Gerberga de Provença, casada amb el vescomte de Sisteron, origen dels comtes d'Aurenja - Eldearda, casada amb Ramon de Sant Geli - 1051-1065: Jofre II, comte de Provença - Guillem, comte a Gap i Embrun, mort sense filsl vers el 1070 - 1019-1063: Jofre I (vers 1013 †1063), casat amb Estevaneta Dolça de Marsella, pare de : - 1063-1093: Bertran II († 1093), marquès de Provença casat amb Matilde o Mafalda de Pulla-Calàbria pares de Cecília, casada amb Bernat Ató I, vescomte de Carcassona, Rasès, Besiers, Agde, Albi i Nimes, pretendent - - Estefania (+ vers 1085), casada amb Guillem II de Besalú, comte de Besalú, pretendent - Gerberga, vegeu tot seguit casa de Millau-Gavaldà 1093-1112: Gerberga (vers 1060 † 1115) casada a Gilbert de Millau (vers 1060 † 1111), comte del Gavaldà '1113: Estefania, filla, comtessa de Gavalda, casada amb Ramon dels Baus, origen dels drets dels Baus a Provença 1112-1127: Dolça I (v. 1090 † 1127), germana casada el 1112 amb Ramon Berenguer III de Barcelona (vers 1082 † 1131), comte de Barcelona 1167-1173: Alfons el Cast (1152 † 1196), comte de Provença i de Barcelona després rei d'Aragó (Alfons II), fill de Ramon Berenguer IV, comte de Barcelona (fill de Ramon Berenguer III i de Dolça I de Provença) i de Peronella d'Aragó († 1174). Comte de Barcelona i comte i marquès de Provença com a Alfons I el Cast casat el 1174 amb Sança de Castella 1173-1181: Ramon Berenguer IV de Provença (1158 † 1181), germà (nom de naixement Pere) 1181-1184: Sanç I de Provença, germà del precedent 1184: Alfons el Cast (1152 † 1196), segona vegada casat el 1174 amb Sança de Castella 1184-1209: Alfons II de Provença, fill d'Alfons I d'Aragó, comte de Barcelona i rei d'Aragó casat amb Garsenda de Forcalquier i de Niça coneguda com Garsenda de Sabran, comtessa de Forcalquier (1180 † 1242) 1209-1245: Ramon Berenguer V de Provença (v. 1198 † 1245), fill casat amb Beatriu de Savoia (1205 † 1266) 1245-1267: Beatriu I de Provença, filla, casada amb Carles I de Nàpols |

### Casa capetiana d'Anjou-Sicília (Primera casa d'Anjou)

Armes dels Anjou reis de Sicília i de Jerusalem

1245-1267: Beatriu I de Provença (1234 †1267)

casada el 1246 amb Carles I d'Anjou, comte d'Anjou, rei de Nàpols (1226 † 1285), germà de Lluís IX de França el Sant
1285-1309: Carles II de Nàpols (1254 † 1309), comte d'Anjou, rei de Nàpols, fill 

casat el 1270 amb Maria d'Hongria (1257 † 1323)
1309-1343: Robert el Savi (1277 † 1343), rei de Nàpols, fill

casat (1297) en primeres noces amb Iolanda d'Aragó († 1302)

casat en segones noces amb Sança de Mallorca († 1345)

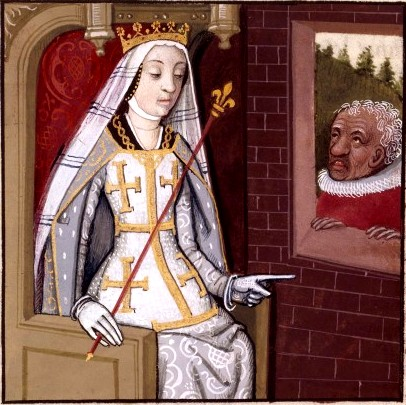
Joana I de Nàpols (1326-1382) reina de Nàpols i comtessa de Provença

1343-1382: Joana I de Nàpols, (1326 † 1382), reina de Nàpols, filla de Carles, duc de Calàbria (1298 † 1328, fill de Robert I i de Iolanda d'Aragó) i de Maria de Valois.

casada el 1333 amb Andreu d'Hongria

casada el 1346 amb Lluís de Tàrent (1320 † 1362)

casada el 1363 amb Jaume IV de Mallorca (1336 † 1375)

casada el 1376 amb Otó de Brunswick (1320 † 1399)
Joana de Nàpols va adoptar a Lluís d'Anjou com a successor, però aquest només va poder heretar Provença.

### Segona dinastia d'Anjou
1382-1384: Lluís I d'Anjou (1339 † 1384), duc d'Anjou

casat el 1360 amb Maria de Châtillon (1345 † 1404)
1384-1417: Lluís II d'Anjou (1377 † 1417), fill

casat el 1400 amb Iolanda d'Aragó (1385 † 1443)
1417-1434: Lluís III d'Anjou (1403 † 1434), fill

casat el 1432 amb Margarita de Savoia (1420 † 1479)
1434-1480: Renat I d'Anjou (1409 † 1480), germà 

casat el 1420 amb Isabel de Lorena (1400-1453)

casat el 1454 amb Joana de Laval (1433-1498)
1480-1481: Carles V d'Anjou (1436 † 1481), comte Carles V del Maine, nebot del precedent, fill de Carles IV d'Anjou, comte del Maine i d'Isabel de Luxemburg. És conegut també com a Carles III de Provença.
A la mort de Carles V d'Anjou, el seu cosí Lluís XI de França va descartar a Renat II duc de Lorena com a successor i va annexionar Provença al domini reial.

## Títol de cortesia
El títol de comte de Provença fou atribuït a Lluís Estanislau de França abans de ser Lluís XVIII de França (1755 † 1824)

## Genealogia
|                                        |                                        |                                        |                                        |                                        |                                        |                              |                              |                                                                |                                                                |                                                                |                                                                |                                                                |                                                                |                                                            |                                                            |                                                            |                                                            |                                                               |                                                               |                                                               |                                                               |                                                               |                                                               |                                        |                                        |                                |                                |                                |                                | Lotari I emperador                        |                                           |                                           |                                           |                                           |                                           |                                                         |                                                         |                                                         |                                                         |                                                         |                                                         |                                           |                                           |                                           |                                           |                                           |                                           |                                            |                                            |                                            |                                            |                                                      |                                                  |                                                  |                                                  |                                                                       |                                                                       |                                                                       |                                                                       |                                                                       |                                                                       |                                        |                                        |                                        |                                        |  |  |  |  |  |  |  |  |  |  |  |  |  |  |  |  |  |  |  |  |  |  |  |  |  |  |  |  |  |  |  |  |
|                                        |                                        |                                        |                                        |                                        |                                        |                              |                              |                                                                |                                                                |                                                                |                                                                |                                                                |                                                                |                                                            |                                                            |                                                            |                                                            |                                                               |                                                               |                                                               |                                                               |                                                               |                                                               |                                        |                                        |                                |                                |                                |                                |                                           |                                           |                                           |                                           |                                           |                                           |                                                         |                                                         |                                                         |                                                         |                                                         |                                                         |                                           |                                           |                                           |                                           |                                           |                                           |                                            |                                            |                                            |                                            |                                                      |                                                  |                                                  |                                                  |                                                                       |                                                                       |                                                                       |                                                                       |                                                                       |                                                                       |                                        |                                        |                                        |                                        |  |  |  |  |  |  |  |  |  |  |  |  |  |  |  |  |  |  |  |  |  |  |  |  |  |  |  |  |  |  |  |  |
|                                        |                                        |                                        |                                        |                                        |                                        |                              |                              |                                                                |                                                                |                                                                |                                                                |                                                                |                                                                |                                                            |                                                            |                                                            |                                                            |                                                               |                                                               |                                                               |                                                               |                                                               |                                                               |                                        |                                        |                                |                                |                                |                                |                                           |                                           |                                           |                                           |                                           |                                           |                                                         |                                                         |                                                         |                                                         |                                                         |                                                         |                                           |                                           |                                           |                                           |                                           |                                           |                                            |                                            |                                            |                                            |                                                      |                                                  |                                                  |                                                  |                                                                       |                                                                       |                                                                       |                                                                       |                                                                       |                                                                       |                                        |                                        |                                        |                                        |  |  |  |  |  |  |  |  |  |  |  |  |  |  |  |  |  |  |  |  |  |  |  |  |  |  |  |  |  |  |  |  |
|                                        |                                        |                                        |                                        |                                        |                                        |                              |                              |                                                                |                                                                |                                                                |                                                                |                                                                |                                                                |                                                            |                                                            |                                                            |                                                            |                                                               |                                                               | Lluís II el Jove empereur rei d'Itàlia                        | Lluís II el Jove empereur rei d'Itàlia                        | Lluís II el Jove empereur rei d'Itàlia                        | Lluís II el Jove empereur rei d'Itàlia                        | Lluís II el Jove empereur rei d'Itàlia | Lluís II el Jove empereur rei d'Itàlia |                                |                                |                                |                                |                                           |                                           |                                           |                                           |                                           |                                           |                                                         |                                                         |                                                         |                                                         |                                                         |                                                         |                                           |                                           | Lotari II rei de Lotaríngia               | Lotari II rei de Lotaríngia               | Lotari II rei de Lotaríngia               | Lotari II rei de Lotaríngia               | Lotari II rei de Lotaríngia                | Lotari II rei de Lotaríngia                |                                            |                                            |                                                      |                                                  |                                                  |                                                  |                                                                       |                                                                       |                                                                       |                                                                       |                                                                       |                                                                       |                                        |                                        |                                        |                                        |  |  |  |  |  |  |  |  |  |  |  |  |  |  |  |  |  |  |  |  |  |  |  |  |  |  |  |  |  |  |  |  |
|                                        |                                        |                                        |                                        |                                        |                                        |                              |                              |                                                                |                                                                |                                                                |                                                                |                                                                |                                                                |                                                            |                                                            |                                                            |                                                            |                                                               |                                                               | Lluís II el Jove empereur rei d'Itàlia                        | Lluís II el Jove empereur rei d'Itàlia                        | Lluís II el Jove empereur rei d'Itàlia                        | Lluís II el Jove empereur rei d'Itàlia                        | Lluís II el Jove empereur rei d'Itàlia | Lluís II el Jove empereur rei d'Itàlia |                                |                                |                                |                                |                                           |                                           |                                           |                                           |                                           |                                           |                                                         |                                                         |                                                         |                                                         |                                                         |                                                         |                                           |                                           | Lotari II rei de Lotaríngia               | Lotari II rei de Lotaríngia               | Lotari II rei de Lotaríngia               | Lotari II rei de Lotaríngia               | Lotari II rei de Lotaríngia                | Lotari II rei de Lotaríngia                |                                            |                                            |                                                      |                                                  |                                                  |                                                  |                                                                       |                                                                       |                                                                       |                                                                       |                                                                       |                                                                       |                                        |                                        |                                        |                                        |  |  |  |  |  |  |  |  |  |  |  |  |  |  |  |  |  |  |  |  |  |  |  |  |  |  |  |  |  |  |  |  |
|                                        |                                        |                                        |                                        |                                        |                                        |                              |                              |                                                                |                                                                |                                                                |                                                                |                                                                |                                                                |                                                            |                                                            |                                                            |                                                            |                                                               |                                                               | Ermengarda                                                    | Ermengarda                                                    | Ermengarda                                                    | Ermengarda                                                    | Ermengarda                             | Ermengarda                             |                                |                                | Bosó rei a Provença            | Bosó rei a Provença            | Bosó rei a Provença                       | Bosó rei a Provença                       | Bosó rei a Provença                       | Bosó rei a Provença                       |                                           |                                           |                                                         |                                                         |                                                         |                                                         |                                                         |                                                         |                                           |                                           | Berta x Teobald comte d'Arle              | Berta x Teobald comte d'Arle              | Berta x Teobald comte d'Arle              | Berta x Teobald comte d'Arle              | Berta x Teobald comte d'Arle               | Berta x Teobald comte d'Arle               |                                            |                                            |                                                      |                                                  |                                                  |                                                  |                                                                       |                                                                       |                                                                       |                                                                       |                                                                       |                                                                       |                                        |                                        |                                        |                                        |  |  |  |  |  |  |  |  |  |  |  |  |  |  |  |  |  |  |  |  |  |  |  |  |  |  |  |  |  |  |  |  |
|                                        |                                        |                                        |                                        |                                        |                                        |                              |                              |                                                                |                                                                |                                                                |                                                                |                                                                |                                                                |                                                            |                                                            |                                                            |                                                            |                                                               |                                                               | Ermengarda                                                    | Ermengarda                                                    | Ermengarda                                                    | Ermengarda                                                    | Ermengarda                             | Ermengarda                             |                                |                                | Bosó rei a Provença            | Bosó rei a Provença            | Bosó rei a Provença                       | Bosó rei a Provença                       | Bosó rei a Provença                       | Bosó rei a Provença                       |                                           |                                           |                                                         |                                                         |                                                         |                                                         |                                                         |                                                         |                                           |                                           | Berta x Teobald comte d'Arle              | Berta x Teobald comte d'Arle              | Berta x Teobald comte d'Arle              | Berta x Teobald comte d'Arle              | Berta x Teobald comte d'Arle               | Berta x Teobald comte d'Arle               |                                            |                                            |                                                      |                                                  |                                                  |                                                  |                                                                       |                                                                       |                                                                       |                                                                       |                                                                       |                                                                       |                                        |                                        |                                        |                                        |  |  |  |  |  |  |  |  |  |  |  |  |  |  |  |  |  |  |  |  |  |  |  |  |  |  |  |  |  |  |  |  |
|                                        |                                        |                                        |                                        |                                        |                                        |                              |                              |                                                                |                                                                |                                                                |                                                                |                                                                |                                                                |                                                            |                                                            |                                                            |                                                            |                                                               |                                                               |                                                               |                                                               |                                                               |                                                               |                                        |                                        |                                |                                |                                |                                |                                           |                                           |                                           |                                           |                                           |                                           |                                                         |                                                         |                                                         |                                                         |                                                         |                                                         |                                           |                                           |                                           |                                           |                                           |                                           |                                            |                                            |                                            |                                            |                                                      |                                                  |                                                  |                                                  |                                                                       |                                                                       |                                                                       |                                                                       |                                                                       |                                                                       |                                        |                                        |                                        |                                        |  |  |  |  |  |  |  |  |  |  |  |  |  |  |  |  |  |  |  |  |  |  |  |  |  |  |  |  |  |  |  |  |
|                                        |                                        |                                        |                                        |                                        |                                        |                              |                              |                                                                |                                                                |                                                                |                                                                |                                                                |                                                                |                                                            |                                                            |                                                            |                                                            |                                                               |                                                               |                                                               |                                                               |                                                               |                                                               |                                        |                                        |                                |                                |                                |                                |                                           |                                           |                                           |                                           |                                           |                                           |                                                         |                                                         |                                                         |                                                         |                                                         |                                                         |                                           |                                           |                                           |                                           |                                           |                                           |                                            |                                            |                                            |                                            |                                                      |                                                  |                                                  |                                                  |                                                                       |                                                                       |                                                                       |                                                                       |                                                                       |                                                                       |                                        |                                        |                                        |                                        |  |  |  |  |  |  |  |  |  |  |  |  |  |  |  |  |  |  |  |  |  |  |  |  |  |  |  |  |  |  |  |  |
|                                        |                                        |                                        |                                        |                                        |                                        |                              |                              |                                                                |                                                                |                                                                |                                                                |                                                                |                                                                |                                                            |                                                            |                                                            |                                                            | Ermengarda o Engelberga x Guillem I el Pietós duc d'Aquitània | Ermengarda o Engelberga x Guillem I el Pietós duc d'Aquitània | Ermengarda o Engelberga x Guillem I el Pietós duc d'Aquitània | Ermengarda o Engelberga x Guillem I el Pietós duc d'Aquitània | Ermengarda o Engelberga x Guillem I el Pietós duc d'Aquitània | Ermengarda o Engelberga x Guillem I el Pietós duc d'Aquitània |                                        |                                        |                                |                                |                                |                                | Lluís III el Cec rei a Provença emperador | Lluís III el Cec rei a Provença emperador | Lluís III el Cec rei a Provença emperador | Lluís III el Cec rei a Provença emperador | Lluís III el Cec rei a Provença emperador | Lluís III el Cec rei a Provença emperador |                                                         |                                                         |                                                         |                                                         | Hug comte d'Arle rei d'Italie                           | Hug comte d'Arle rei d'Italie                           | Hug comte d'Arle rei d'Italie             | Hug comte d'Arle rei d'Italie             | Hug comte d'Arle rei d'Italie             | Hug comte d'Arle rei d'Italie             |                                           |                                           | Bosó comte d'Arle                          | Bosó comte d'Arle                          | Bosó comte d'Arle                          | Bosó comte d'Arle                          | Bosó comte d'Arle                                    | Bosó comte d'Arle                                |                                                  |                                                  |                                                                       |                                                                       |                                                                       |                                                                       |                                                                       |                                                                       |                                        |                                        |                                        |                                        |  |  |  |  |  |  |  |  |  |  |  |  |  |  |  |  |  |  |  |  |  |  |  |  |  |  |  |  |  |  |  |  |
|                                        |                                        |                                        |                                        |                                        |                                        |                              |                              |                                                                |                                                                |                                                                |                                                                |                                                                |                                                                |                                                            |                                                            |                                                            |                                                            | Ermengarda o Engelberga x Guillem I el Pietós duc d'Aquitània | Ermengarda o Engelberga x Guillem I el Pietós duc d'Aquitània | Ermengarda o Engelberga x Guillem I el Pietós duc d'Aquitània | Ermengarda o Engelberga x Guillem I el Pietós duc d'Aquitània | Ermengarda o Engelberga x Guillem I el Pietós duc d'Aquitània | Ermengarda o Engelberga x Guillem I el Pietós duc d'Aquitània |                                        |                                        |                                |                                |                                |                                | Lluís III el Cec rei a Provença emperador | Lluís III el Cec rei a Provença emperador | Lluís III el Cec rei a Provença emperador | Lluís III el Cec rei a Provença emperador | Lluís III el Cec rei a Provença emperador | Lluís III el Cec rei a Provença emperador |                                                         |                                                         |                                                         |                                                         | Hug comte d'Arle rei d'Italie                           | Hug comte d'Arle rei d'Italie                           | Hug comte d'Arle rei d'Italie             | Hug comte d'Arle rei d'Italie             | Hug comte d'Arle rei d'Italie             | Hug comte d'Arle rei d'Italie             |                                           |                                           | Bosó comte d'Arle                          | Bosó comte d'Arle                          | Bosó comte d'Arle                          | Bosó comte d'Arle                          | Bosó comte d'Arle                                    | Bosó comte d'Arle                                |                                                  |                                                  |                                                                       |                                                                       |                                                                       |                                                                       |                                                                       |                                                                       |                                        |                                        |                                        |                                        |  |  |  |  |  |  |  |  |  |  |  |  |  |  |  |  |  |  |  |  |  |  |  |  |  |  |  |  |  |  |  |  |
|                                        |                                        |                                        |                                        |                                        |                                        | Ratbold noble de Mâcon?      | Ratbold noble de Mâcon?      | Ratbold noble de Mâcon?                                        | Ratbold noble de Mâcon?                                        | Ratbold noble de Mâcon?                                        | Ratbold noble de Mâcon?                                        |                                                                |                                                                |                                                            |                                                            |                                                            |                                                            | Ne                                                            | Ne                                                            | Ne                                                            | Ne                                                            | Ne                                                            | Ne                                                            |                                        |                                        |                                |                                |                                |                                | Carles Constantí comte de Viena           | Carles Constantí comte de Viena           | Carles Constantí comte de Viena           | Carles Constantí comte de Viena           | Carles Constantí comte de Viena           | Carles Constantí comte de Viena           |                                                         |                                                         |                                                         |                                                         |                                                         |                                                         |                                           |                                           |                                           |                                           |                                           |                                           |                                            |                                            |                                            |                                            |                                                      |                                                  |                                                  |                                                  |                                                                       |                                                                       |                                                                       |                                                                       |                                                                       |                                                                       |                                        |                                        |                                        |                                        |  |  |  |  |  |  |  |  |  |  |  |  |  |  |  |  |  |  |  |  |  |  |  |  |  |  |  |  |  |  |  |  |
|                                        |                                        |                                        |                                        |                                        |                                        | Ratbold noble de Mâcon?      | Ratbold noble de Mâcon?      | Ratbold noble de Mâcon?                                        | Ratbold noble de Mâcon?                                        | Ratbold noble de Mâcon?                                        | Ratbold noble de Mâcon?                                        |                                                                |                                                                |                                                            |                                                            |                                                            |                                                            | Ne                                                            | Ne                                                            | Ne                                                            | Ne                                                            | Ne                                                            | Ne                                                            |                                        |                                        |                                |                                |                                |                                | Carles Constantí comte de Viena           | Carles Constantí comte de Viena           | Carles Constantí comte de Viena           | Carles Constantí comte de Viena           | Carles Constantí comte de Viena           | Carles Constantí comte de Viena           |                                                         |                                                         |                                                         |                                                         |                                                         |                                                         |                                           |                                           |                                           |                                           |                                           |                                           |                                            |                                            |                                            |                                            |                                                      |                                                  |                                                  |                                                  |                                                                       |                                                                       |                                                                       |                                                                       |                                                                       |                                                                       |                                        |                                        |                                        |                                        |  |  |  |  |  |  |  |  |  |  |  |  |  |  |  |  |  |  |  |  |  |  |  |  |  |  |  |  |  |  |  |  |
|                                        |                                        |                                        |                                        |                                        |                                        |                              |                              |                                                                |                                                                |                                                                |                                                                |                                                                |                                                                |                                                            |                                                            |                                                            |                                                            |                                                               |                                                               |                                                               |                                                               |                                                               |                                                               |                                        |                                        |                                |                                |                                |                                |                                           |                                           |                                           |                                           |                                           |                                           |                                                         |                                                         |                                                         |                                                         |                                                         |                                                         |                                           |                                           |                                           |                                           |                                           |                                           |                                            |                                            |                                            |                                            |                                                      |                                                  |                                                  |                                                  |                                                                       |                                                                       |                                                                       |                                                                       |                                                                       |                                                                       |                                        |                                        |                                        |                                        |  |  |  |  |  |  |  |  |  |  |  |  |  |  |  |  |  |  |  |  |  |  |  |  |  |  |  |  |  |  |  |  |
|                                        |                                        |                                        |                                        |                                        |                                        |                              |                              |                                                                |                                                                |                                                                |                                                                | Bosó II comte d'Arle                                           | Bosó II comte d'Arle                                           | Bosó II comte d'Arle                                       | Bosó II comte d'Arle                                       | Bosó II comte d'Arle                                       | Bosó II comte d'Arle                                       |                                                               |                                                               |                                                               |                                                               |                                                               |                                                               |                                        |                                        |                                |                                |                                |                                | Constança                                 | Constança                                 | Constança                                 | Constança                                 | Constança                                 | Constança                                 |                                                         |                                                         |                                                         |                                                         |                                                         |                                                         |                                           |                                           |                                           |                                           |                                           |                                           |                                            |                                            |                                            |                                            |                                                      |                                                  |                                                  |                                                  |                                                                       |                                                                       |                                                                       |                                                                       |                                                                       |                                                                       |                                        |                                        |                                        |                                        |  |  |  |  |  |  |  |  |  |  |  |  |  |  |  |  |  |  |  |  |  |  |  |  |  |  |  |  |  |  |  |  |
|                                        |                                        |                                        |                                        |                                        |                                        |                              |                              |                                                                |                                                                |                                                                |                                                                | Bosó II comte d'Arle                                           | Bosó II comte d'Arle                                           | Bosó II comte d'Arle                                       | Bosó II comte d'Arle                                       | Bosó II comte d'Arle                                       | Bosó II comte d'Arle                                       |                                                               |                                                               |                                                               |                                                               |                                                               |                                                               |                                        |                                        |                                |                                |                                |                                | Constança                                 | Constança                                 | Constança                                 | Constança                                 | Constança                                 | Constança                                 |                                                         |                                                         |                                                         |                                                         |                                                         |                                                         |                                           |                                           |                                           |                                           |                                           |                                           |                                            |                                            |                                            |                                            |                                                      |                                                  |                                                  |                                                  |                                                                       |                                                                       |                                                                       |                                                                       |                                                                       |                                                                       |                                        |                                        |                                        |                                        |  |  |  |  |  |  |  |  |  |  |  |  |  |  |  |  |  |  |  |  |  |  |  |  |  |  |  |  |  |  |  |  |
|                                        |                                        |                                        |                                        |                                        |                                        |                              |                              |                                                                |                                                                |                                                                |                                                                |                                                                |                                                                |                                                            |                                                            |                                                            |                                                            |                                                               |                                                               |                                                               |                                                               |                                                               |                                                               |                                        |                                        |                                |                                |                                |                                |                                           |                                           |                                           |                                           |                                           |                                           |                                                         |                                                         |                                                         |                                                         |                                                         |                                                         |                                           |                                           |                                           |                                           |                                           |                                           |                                            |                                            |                                            |                                            |                                                      |                                                  |                                                  |                                                  |                                                                       |                                                                       |                                                                       |                                                                       |                                                                       |                                                                       |                                        |                                        |                                        |                                        |  |  |  |  |  |  |  |  |  |  |  |  |  |  |  |  |  |  |  |  |  |  |  |  |  |  |  |  |  |  |  |  |
|                                        |                                        |                                        |                                        |                                        |                                        |                              |                              |                                                                |                                                                |                                                                |                                                                |                                                                |                                                                |                                                            |                                                            |                                                            |                                                            |                                                               |                                                               |                                                               |                                                               |                                                               |                                                               |                                        |                                        |                                |                                |                                |                                |                                           |                                           |                                           |                                           |                                           |                                           |                                                         |                                                         |                                                         |                                                         |                                                         |                                                         |                                           |                                           |                                           |                                           |                                           |                                           |                                            |                                            |                                            |                                            |                                                      |                                                  |                                                  |                                                  |                                                                       |                                                                       |                                                                       |                                                                       |                                                                       |                                                                       |                                        |                                        |                                        |                                        |  |  |  |  |  |  |  |  |  |  |  |  |  |  |  |  |  |  |  |  |  |  |  |  |  |  |  |  |  |  |  |  |
|                                        |                                        |                                        |                                        | Ratbold I comte de Provença            | Ratbold I comte de Provença            | Ratbold I comte de Provença  | Ratbold I comte de Provença  | Ratbold I comte de Provença                                    | Ratbold I comte de Provença                                    |                                                                |                                                                |                                                                |                                                                |                                                            |                                                            |                                                            |                                                            |                                                               |                                                               |                                                               |                                                               |                                                               |                                                               |                                        |                                        |                                |                                |                                |                                |                                           |                                           |                                           |                                           |                                           |                                           |                                                         |                                                         | Guillem I l'Alliberador comte de Provença               | Guillem I l'Alliberador comte de Provença               | Guillem I l'Alliberador comte de Provença               | Guillem I l'Alliberador comte de Provença               | Guillem I l'Alliberador comte de Provença | Guillem I l'Alliberador comte de Provença |                                           |                                           |                                           |                                           |                                            |                                            |                                            |                                            |                                                      |                                                  |                                                  |                                                  |                                                                       |                                                                       |                                                                       |                                                                       |                                                                       |                                                                       |                                        |                                        |                                        |                                        |  |  |  |  |  |  |  |  |  |  |  |  |  |  |  |  |  |  |  |  |  |  |  |  |  |  |  |  |  |  |  |  |
|                                        |                                        |                                        |                                        | Ratbold I comte de Provença            | Ratbold I comte de Provença            | Ratbold I comte de Provença  | Ratbold I comte de Provença  | Ratbold I comte de Provença                                    | Ratbold I comte de Provença                                    |                                                                |                                                                |                                                                |                                                                |                                                            |                                                            |                                                            |                                                            |                                                               |                                                               |                                                               |                                                               |                                                               |                                                               |                                        |                                        |                                |                                |                                |                                |                                           |                                           |                                           |                                           |                                           |                                           |                                                         |                                                         | Guillem I l'Alliberador comte de Provença               | Guillem I l'Alliberador comte de Provença               | Guillem I l'Alliberador comte de Provença               | Guillem I l'Alliberador comte de Provença               | Guillem I l'Alliberador comte de Provença | Guillem I l'Alliberador comte de Provença |                                           |                                           |                                           |                                           |                                            |                                            |                                            |                                            |                                                      |                                                  |                                                  |                                                  |                                                                       |                                                                       |                                                                       |                                                                       |                                                                       |                                                                       |                                        |                                        |                                        |                                        |  |  |  |  |  |  |  |  |  |  |  |  |  |  |  |  |  |  |  |  |  |  |  |  |  |  |  |  |  |  |  |  |
|                                        |                                        |                                        |                                        | Ratbold II comte de Provença           | Ratbold II comte de Provença           | Ratbold II comte de Provença | Ratbold II comte de Provença | Ratbold II comte de Provença                                   | Ratbold II comte de Provença                                   |                                                                |                                                                |                                                                |                                                                |                                                            |                                                            |                                                            |                                                            |                                                               |                                                               |                                                               |                                                               |                                                               |                                                               |                                        |                                        |                                |                                |                                |                                |                                           |                                           |                                           |                                           |                                           |                                           |                                                         |                                                         | Guillem II comte de Provença                            | Guillem II comte de Provença                            | Guillem II comte de Provença                            | Guillem II comte de Provença                            | Guillem II comte de Provença              | Guillem II comte de Provença              |                                           |                                           |                                           |                                           |                                            |                                            |                                            |                                            |                                                      |                                                  |                                                  |                                                  |                                                                       |                                                                       |                                                                       |                                                                       |                                                                       |                                                                       |                                        |                                        |                                        |                                        |  |  |  |  |  |  |  |  |  |  |  |  |  |  |  |  |  |  |  |  |  |  |  |  |  |  |  |  |  |  |  |  |
|                                        |                                        |                                        |                                        | Ratbold II comte de Provença           | Ratbold II comte de Provença           | Ratbold II comte de Provença | Ratbold II comte de Provença | Ratbold II comte de Provença                                   | Ratbold II comte de Provença                                   |                                                                |                                                                |                                                                |                                                                |                                                            |                                                            |                                                            |                                                            |                                                               |                                                               |                                                               |                                                               |                                                               |                                                               |                                        |                                        |                                |                                |                                |                                |                                           |                                           |                                           |                                           |                                           |                                           |                                                         |                                                         | Guillem II comte de Provença                            | Guillem II comte de Provença                            | Guillem II comte de Provença                            | Guillem II comte de Provença                            | Guillem II comte de Provença              | Guillem II comte de Provença              |                                           |                                           |                                           |                                           |                                            |                                            |                                            |                                            |                                                      |                                                  |                                                  |                                                  |                                                                       |                                                                       |                                                                       |                                                                       |                                                                       |                                                                       |                                        |                                        |                                        |                                        |  |  |  |  |  |  |  |  |  |  |  |  |  |  |  |  |  |  |  |  |  |  |  |  |  |  |  |  |  |  |  |  |
|                                        |                                        |                                        |                                        |                                        |                                        |                              |                              |                                                                |                                                                |                                                                |                                                                |                                                                |                                                                |                                                            |                                                            |                                                            |                                                            |                                                               |                                                               |                                                               |                                                               |                                                               |                                                               |                                        |                                        |                                |                                |                                |                                |                                           |                                           |                                           |                                           |                                           |                                           |                                                         |                                                         |                                                         |                                                         |                                                         |                                                         |                                           |                                           |                                           |                                           |                                           |                                           |                                            |                                            |                                            |                                            |                                                      |                                                  |                                                  |                                                  |                                                                       |                                                                       |                                                                       |                                                                       |                                                                       |                                                                       |                                        |                                        |                                        |                                        |  |  |  |  |  |  |  |  |  |  |  |  |  |  |  |  |  |  |  |  |  |  |  |  |  |  |  |  |  |  |  |  |
| Guillem III Venaissí comte de Provença | Guillem III Venaissí comte de Provença | Guillem III Venaissí comte de Provença | Guillem III Venaissí comte de Provença | Guillem III Venaissí comte de Provença | Guillem III Venaissí comte de Provença |                              |                              | Emma x Guillem Tallaferro comte de Tolosa                      | Emma x Guillem Tallaferro comte de Tolosa                      | Emma x Guillem Tallaferro comte de Tolosa                      | Emma x Guillem Tallaferro comte de Tolosa                      | Emma x Guillem Tallaferro comte de Tolosa                      | Emma x Guillem Tallaferro comte de Tolosa                      |                                                            |                                                            |                                                            |                                                            |                                                               |                                                               |                                                               |                                                               |                                                               |                                                               |                                        |                                        |                                |                                | Guillem III comte de Provença  | Guillem III comte de Provença  | Guillem III comte de Provença             | Guillem III comte de Provença             | Guillem III comte de Provença             | Guillem III comte de Provença             |                                           |                                           |                                                         |                                                         |                                                         |                                                         | Folc Bertran comte de Provença                          | Folc Bertran comte de Provença                          | Folc Bertran comte de Provença            | Folc Bertran comte de Provença            | Folc Bertran comte de Provença            | Folc Bertran comte de Provença            |                                           |                                           |                                            |                                            |                                            |                                            | Jofré I comte de Provença                            | Jofré I comte de Provença                        | Jofré I comte de Provença                        | Jofré I comte de Provença                        | Jofré I comte de Provença                                             | Jofré I comte de Provença                                             |                                                                       |                                                                       |                                                                       |                                                                       |                                        |                                        |                                        |                                        |  |  |  |  |  |  |  |  |  |  |  |  |  |  |  |  |  |  |  |  |  |  |  |  |  |  |  |  |  |  |  |  |
| Guillem III Venaissí comte de Provença | Guillem III Venaissí comte de Provença | Guillem III Venaissí comte de Provença | Guillem III Venaissí comte de Provença | Guillem III Venaissí comte de Provença | Guillem III Venaissí comte de Provença |                              |                              | Emma x Guillem Tallaferro comte de Tolosa                      | Emma x Guillem Tallaferro comte de Tolosa                      | Emma x Guillem Tallaferro comte de Tolosa                      | Emma x Guillem Tallaferro comte de Tolosa                      | Emma x Guillem Tallaferro comte de Tolosa                      | Emma x Guillem Tallaferro comte de Tolosa                      |                                                            |                                                            |                                                            |                                                            |                                                               |                                                               |                                                               |                                                               |                                                               |                                                               |                                        |                                        |                                |                                | Guillem III comte de Provença  | Guillem III comte de Provença  | Guillem III comte de Provença             | Guillem III comte de Provença             | Guillem III comte de Provença             | Guillem III comte de Provença             |                                           |                                           |                                                         |                                                         |                                                         |                                                         | Folc Bertran comte de Provença                          | Folc Bertran comte de Provença                          | Folc Bertran comte de Provença            | Folc Bertran comte de Provença            | Folc Bertran comte de Provença            | Folc Bertran comte de Provença            |                                           |                                           |                                            |                                            |                                            |                                            | Jofré I comte de Provença                            | Jofré I comte de Provença                        | Jofré I comte de Provença                        | Jofré I comte de Provença                        | Jofré I comte de Provença                                             | Jofré I comte de Provença                                             |                                                                       |                                                                       |                                                                       |                                                                       |                                        |                                        |                                        |                                        |  |  |  |  |  |  |  |  |  |  |  |  |  |  |  |  |  |  |  |  |  |  |  |  |  |  |  |  |  |  |  |  |
|                                        |                                        |                                        |                                        |                                        |                                        |                              |                              |                                                                |                                                                |                                                                |                                                                |                                                                |                                                                |                                                            |                                                            |                                                            |                                                            |                                                               |                                                               |                                                               |                                                               |                                                               |                                                               |                                        |                                        |                                |                                |                                |                                |                                           |                                           |                                           |                                           |                                           |                                           |                                                         |                                                         |                                                         |                                                         |                                                         |                                                         |                                           |                                           |                                           |                                           |                                           |                                           |                                            |                                            |                                            |                                            |                                                      |                                                  |                                                  |                                                  |                                                                       |                                                                       |                                                                       |                                                                       |                                                                       |                                                                       |                                        |                                        |                                        |                                        |  |  |  |  |  |  |  |  |  |  |  |  |  |  |  |  |  |  |  |  |  |  |  |  |  |  |  |  |  |  |  |  |
|                                        |                                        |                                        |                                        |                                        |                                        |                              |                              |                                                                |                                                                |                                                                |                                                                |                                                                |                                                                |                                                            |                                                            |                                                            |                                                            |                                                               |                                                               |                                                               |                                                               |                                                               |                                                               |                                        |                                        |                                |                                |                                |                                |                                           |                                           |                                           |                                           |                                           |                                           | Guillem IV Bertran comte de Provença                    | Guillem IV Bertran comte de Provença                    | Guillem IV Bertran comte de Provença                    | Guillem IV Bertran comte de Provença                    | Guillem IV Bertran comte de Provença                    | Guillem IV Bertran comte de Provença                    |                                           |                                           | Jofré II comte de Provença                | Jofré II comte de Provença                | Jofré II comte de Provença                | Jofré II comte de Provença                | Jofré II comte de Provença                 | Jofré II comte de Provença                 |                                            |                                            |                                                      |                                                  |                                                  |                                                  |                                                                       |                                                                       |                                                                       |                                                                       |                                                                       |                                                                       |                                        |                                        |                                        |                                        |  |  |  |  |  |  |  |  |  |  |  |  |  |  |  |  |  |  |  |  |  |  |  |  |  |  |  |  |  |  |  |  |
|                                        |                                        |                                        |                                        |                                        |                                        |                              |                              |                                                                |                                                                |                                                                |                                                                |                                                                |                                                                |                                                            |                                                            |                                                            |                                                            |                                                               |                                                               |                                                               |                                                               |                                                               |                                                               |                                        |                                        |                                |                                |                                |                                |                                           |                                           |                                           |                                           |                                           |                                           | Guillem IV Bertran comte de Provença                    | Guillem IV Bertran comte de Provença                    | Guillem IV Bertran comte de Provença                    | Guillem IV Bertran comte de Provença                    | Guillem IV Bertran comte de Provença                    | Guillem IV Bertran comte de Provença                    |                                           |                                           | Jofré II comte de Provença                | Jofré II comte de Provença                | Jofré II comte de Provença                | Jofré II comte de Provença                | Jofré II comte de Provença                 | Jofré II comte de Provença                 |                                            |                                            |                                                      |                                                  |                                                  |                                                  |                                                                       |                                                                       |                                                                       |                                                                       |                                                                       |                                                                       |                                        |                                        |                                        |                                        |  |  |  |  |  |  |  |  |  |  |  |  |  |  |  |  |  |  |  |  |  |  |  |  |  |  |  |  |  |  |  |  |
|                                        |                                        |                                        |                                        |                                        |                                        |                              |                              |                                                                |                                                                |                                                                |                                                                |                                                                |                                                                |                                                            |                                                            |                                                            |                                                            |                                                               |                                                               |                                                               |                                                               |                                                               |                                                               |                                        |                                        |                                |                                |                                |                                |                                           |                                           |                                           |                                           |                                           |                                           |                                                         |                                                         |                                                         |                                                         |                                                         |                                                         |                                           |                                           |                                           |                                           |                                           |                                           |                                            |                                            |                                            |                                            |                                                      |                                                  |                                                  |                                                  |                                                                       |                                                                       |                                                                       |                                                                       |                                                                       |                                                                       |                                        |                                        |                                        |                                        |  |  |  |  |  |  |  |  |  |  |  |  |  |  |  |  |  |  |  |  |  |  |  |  |  |  |  |  |  |  |  |  |
|                                        |                                        |                                        |                                        | Bertran I comte de Provença            | Bertran I comte de Provença            | Bertran I comte de Provença  | Bertran I comte de Provença  | Bertran I comte de Provença                                    | Bertran I comte de Provença                                    |                                                                |                                                                | Ponç comte de Tolosa                                           | Ponç comte de Tolosa                                           | Ponç comte de Tolosa                                       | Ponç comte de Tolosa                                       | Ponç comte de Tolosa                                       | Ponç comte de Tolosa                                       |                                                               |                                                               |                                                               |                                                               |                                                               |                                                               |                                        |                                        |                                |                                |                                |                                |                                           |                                           |                                           |                                           |                                           |                                           | Adelaida comtessa de Forcalquier x Ermengol IV d'Urgell | Adelaida comtessa de Forcalquier x Ermengol IV d'Urgell | Adelaida comtessa de Forcalquier x Ermengol IV d'Urgell | Adelaida comtessa de Forcalquier x Ermengol IV d'Urgell | Adelaida comtessa de Forcalquier x Ermengol IV d'Urgell | Adelaida comtessa de Forcalquier x Ermengol IV d'Urgell |                                           |                                           |                                           |                                           |                                           |                                           | Bertran II marquès de Provença             | Bertran II marquès de Provença             | Bertran II marquès de Provença             | Bertran II marquès de Provença             | Bertran II marquès de Provença                       | Bertran II marquès de Provença                   |                                                  |                                                  | Gerberga comtessa de Provença x Gilbert del Gavalda                   | Gerberga comtessa de Provença x Gilbert del Gavalda                   | Gerberga comtessa de Provença x Gilbert del Gavalda                   | Gerberga comtessa de Provença x Gilbert del Gavalda                   | Gerberga comtessa de Provença x Gilbert del Gavalda                   | Gerberga comtessa de Provença x Gilbert del Gavalda                   |                                        |                                        |                                        |                                        |  |  |  |  |  |  |  |  |  |  |  |  |  |  |  |  |  |  |  |  |  |  |  |  |  |  |  |  |  |  |  |  |
|                                        |                                        |                                        |                                        | Bertran I comte de Provença            | Bertran I comte de Provença            | Bertran I comte de Provença  | Bertran I comte de Provença  | Bertran I comte de Provença                                    | Bertran I comte de Provença                                    |                                                                |                                                                | Ponç comte de Tolosa                                           | Ponç comte de Tolosa                                           | Ponç comte de Tolosa                                       | Ponç comte de Tolosa                                       | Ponç comte de Tolosa                                       | Ponç comte de Tolosa                                       |                                                               |                                                               |                                                               |                                                               |                                                               |                                                               |                                        |                                        |                                |                                |                                |                                |                                           |                                           |                                           |                                           |                                           |                                           | Adelaida comtessa de Forcalquier x Ermengol IV d'Urgell | Adelaida comtessa de Forcalquier x Ermengol IV d'Urgell | Adelaida comtessa de Forcalquier x Ermengol IV d'Urgell | Adelaida comtessa de Forcalquier x Ermengol IV d'Urgell | Adelaida comtessa de Forcalquier x Ermengol IV d'Urgell | Adelaida comtessa de Forcalquier x Ermengol IV d'Urgell |                                           |                                           |                                           |                                           |                                           |                                           | Bertran II marquès de Provença             | Bertran II marquès de Provença             | Bertran II marquès de Provença             | Bertran II marquès de Provença             | Bertran II marquès de Provença                       | Bertran II marquès de Provença                   |                                                  |                                                  | Gerberga comtessa de Provença x Gilbert del Gavalda                   | Gerberga comtessa de Provença x Gilbert del Gavalda                   | Gerberga comtessa de Provença x Gilbert del Gavalda                   | Gerberga comtessa de Provença x Gilbert del Gavalda                   | Gerberga comtessa de Provença x Gilbert del Gavalda                   | Gerberga comtessa de Provença x Gilbert del Gavalda                   |                                        |                                        |                                        |                                        |  |  |  |  |  |  |  |  |  |  |  |  |  |  |  |  |  |  |  |  |  |  |  |  |  |  |  |  |  |  |  |  |
|                                        |                                        |                                        |                                        | Ne                                     | Ne                                     | Ne                           | Ne                           | Ne                                                             | Ne                                                             |                                                                |                                                                | Ramond IV de Sant Geli comte de Tolosa marquès de Provença     | Ramond IV de Sant Geli comte de Tolosa marquès de Provença     | Ramond IV de Sant Geli comte de Tolosa marquès de Provença | Ramond IV de Sant Geli comte de Tolosa marquès de Provença | Ramond IV de Sant Geli comte de Tolosa marquès de Provença | Ramond IV de Sant Geli comte de Tolosa marquès de Provença |                                                               |                                                               | Elvira de Castella                                            | Elvira de Castella                                            | Elvira de Castella                                            | Elvira de Castella                                            | Elvira de Castella                     | Elvira de Castella                     |                                |                                |                                |                                |                                           |                                           |                                           |                                           |                                           |                                           | Guillem III comte de Forcalquier                        | Guillem III comte de Forcalquier                        | Guillem III comte de Forcalquier                        | Guillem III comte de Forcalquier                        | Guillem III comte de Forcalquier                        | Guillem III comte de Forcalquier                        |                                           |                                           |                                           |                                           |                                           |                                           |                                            |                                            |                                            |                                            |                                                      |                                                  |                                                  |                                                  |                                                                       |                                                                       |                                                                       |                                                                       |                                                                       |                                                                       |                                        |                                        |                                        |                                        |  |  |  |  |  |  |  |  |  |  |  |  |  |  |  |  |  |  |  |  |  |  |  |  |  |  |  |  |  |  |  |  |
|                                        |                                        |                                        |                                        | Ne                                     | Ne                                     | Ne                           | Ne                           | Ne                                                             | Ne                                                             |                                                                |                                                                | Ramond IV de Sant Geli comte de Tolosa marquès de Provença     | Ramond IV de Sant Geli comte de Tolosa marquès de Provença     | Ramond IV de Sant Geli comte de Tolosa marquès de Provença | Ramond IV de Sant Geli comte de Tolosa marquès de Provença | Ramond IV de Sant Geli comte de Tolosa marquès de Provença | Ramond IV de Sant Geli comte de Tolosa marquès de Provença |                                                               |                                                               | Elvira de Castella                                            | Elvira de Castella                                            | Elvira de Castella                                            | Elvira de Castella                                            | Elvira de Castella                     | Elvira de Castella                     |                                |                                |                                |                                |                                           |                                           |                                           |                                           |                                           |                                           | Guillem III comte de Forcalquier                        | Guillem III comte de Forcalquier                        | Guillem III comte de Forcalquier                        | Guillem III comte de Forcalquier                        | Guillem III comte de Forcalquier                        | Guillem III comte de Forcalquier                        |                                           |                                           |                                           |                                           |                                           |                                           |                                            |                                            |                                            |                                            |                                                      |                                                  |                                                  |                                                  |                                                                       |                                                                       |                                                                       |                                                                       |                                                                       |                                                                       |                                        |                                        |                                        |                                        |  |  |  |  |  |  |  |  |  |  |  |  |  |  |  |  |  |  |  |  |  |  |  |  |  |  |  |  |  |  |  |  |
|                                        |                                        |                                        |                                        |                                        |                                        |                              |                              |                                                                |                                                                |                                                                |                                                                |                                                                |                                                                |                                                            |                                                            |                                                            |                                                            |                                                               |                                                               |                                                               |                                                               |                                                               |                                                               |                                        |                                        |                                |                                |                                |                                |                                           |                                           |                                           |                                           |                                           |                                           |                                                         |                                                         |                                                         |                                                         |                                                         |                                                         |                                           |                                           |                                           |                                           |                                           |                                           |                                            |                                            |                                            |                                            |                                                      |                                                  |                                                  |                                                  |                                                                       |                                                                       |                                                                       |                                                                       |                                                                       |                                                                       |                                        |                                        |                                        |                                        |  |  |  |  |  |  |  |  |  |  |  |  |  |  |  |  |  |  |  |  |  |  |  |  |  |  |  |  |  |  |  |  |
|                                        |                                        |                                        |                                        |                                        |                                        |                              |                              |                                                                |                                                                |                                                                |                                                                |                                                                |                                                                |                                                            |                                                            |                                                            |                                                            |                                                               |                                                               |                                                               |                                                               |                                                               |                                                               |                                        |                                        |                                |                                |                                |                                |                                           |                                           |                                           |                                           |                                           |                                           |                                                         |                                                         |                                                         |                                                         |                                                         |                                                         |                                           |                                           |                                           |                                           |                                           |                                           |                                            |                                            |                                            |                                            |                                                      |                                                  |                                                  |                                                  |                                                                       |                                                                       |                                                                       |                                                                       |                                                                       |                                                                       |                                        |                                        |                                        |                                        |  |  |  |  |  |  |  |  |  |  |  |  |  |  |  |  |  |  |  |  |  |  |  |  |  |  |  |  |  |  |  |  |
|                                        |                                        |                                        |                                        |                                        |                                        |                              |                              | Bertran III de Provença I comte de Trípoli marquès de Provença | Bertran III de Provença I comte de Trípoli marquès de Provença | Bertran III de Provença I comte de Trípoli marquès de Provença | Bertran III de Provença I comte de Trípoli marquès de Provença | Bertran III de Provença I comte de Trípoli marquès de Provença | Bertran III de Provença I comte de Trípoli marquès de Provença |                                                            |                                                            | Alfons I Jordà comte de Tolosa marquès de Provença         | Alfons I Jordà comte de Tolosa marquès de Provença         | Alfons I Jordà comte de Tolosa marquès de Provença            | Alfons I Jordà comte de Tolosa marquès de Provença            | Alfons I Jordà comte de Tolosa marquès de Provença            | Alfons I Jordà comte de Tolosa marquès de Provença            |                                                               |                                                               |                                        |                                        |                                |                                |                                |                                |                                           |                                           | Guigó I comte de Forcalquier              | Guigó I comte de Forcalquier              | Guigó I comte de Forcalquier              | Guigó I comte de Forcalquier              | Guigó I comte de Forcalquier                            | Guigó I comte de Forcalquier                            |                                                         |                                                         | Bertran I comte de Forcalquier                          | Bertran I comte de Forcalquier                          | Bertran I comte de Forcalquier            | Bertran I comte de Forcalquier            | Bertran I comte de Forcalquier            | Bertran I comte de Forcalquier            |                                           |                                           |                                            |                                            |                                            |                                            |                                                      |                                                  |                                                  |                                                  | Dolça I comtessa de Provença x Ramon Berenguer III comte de Barcelona | Dolça I comtessa de Provença x Ramon Berenguer III comte de Barcelona | Dolça I comtessa de Provença x Ramon Berenguer III comte de Barcelona | Dolça I comtessa de Provença x Ramon Berenguer III comte de Barcelona | Dolça I comtessa de Provença x Ramon Berenguer III comte de Barcelona | Dolça I comtessa de Provença x Ramon Berenguer III comte de Barcelona |                                        |                                        |                                        |                                        |  |  |  |  |  |  |  |  |  |  |  |  |  |  |  |  |  |  |  |  |  |  |  |  |  |  |  |  |  |  |  |  |
|                                        |                                        |                                        |                                        |                                        |                                        |                              |                              | Bertran III de Provença I comte de Trípoli marquès de Provença | Bertran III de Provença I comte de Trípoli marquès de Provença | Bertran III de Provença I comte de Trípoli marquès de Provença | Bertran III de Provença I comte de Trípoli marquès de Provença | Bertran III de Provença I comte de Trípoli marquès de Provença | Bertran III de Provença I comte de Trípoli marquès de Provença |                                                            |                                                            | Alfons I Jordà comte de Tolosa marquès de Provença         | Alfons I Jordà comte de Tolosa marquès de Provença         | Alfons I Jordà comte de Tolosa marquès de Provença            | Alfons I Jordà comte de Tolosa marquès de Provença            | Alfons I Jordà comte de Tolosa marquès de Provença            | Alfons I Jordà comte de Tolosa marquès de Provença            |                                                               |                                                               |                                        |                                        |                                |                                |                                |                                |                                           |                                           | Guigó I comte de Forcalquier              | Guigó I comte de Forcalquier              | Guigó I comte de Forcalquier              | Guigó I comte de Forcalquier              | Guigó I comte de Forcalquier                            | Guigó I comte de Forcalquier                            |                                                         |                                                         | Bertran I comte de Forcalquier                          | Bertran I comte de Forcalquier                          | Bertran I comte de Forcalquier            | Bertran I comte de Forcalquier            | Bertran I comte de Forcalquier            | Bertran I comte de Forcalquier            |                                           |                                           |                                            |                                            |                                            |                                            |                                                      |                                                  |                                                  |                                                  | Dolça I comtessa de Provença x Ramon Berenguer III comte de Barcelona | Dolça I comtessa de Provença x Ramon Berenguer III comte de Barcelona | Dolça I comtessa de Provença x Ramon Berenguer III comte de Barcelona | Dolça I comtessa de Provença x Ramon Berenguer III comte de Barcelona | Dolça I comtessa de Provença x Ramon Berenguer III comte de Barcelona | Dolça I comtessa de Provença x Ramon Berenguer III comte de Barcelona |                                        |                                        |                                        |                                        |  |  |  |  |  |  |  |  |  |  |  |  |  |  |  |  |  |  |  |  |  |  |  |  |  |  |  |  |  |  |  |  |
|                                        |                                        |                                        |                                        |                                        |                                        |                              |                              |                                                                |                                                                |                                                                |                                                                |                                                                |                                                                |                                                            |                                                            |                                                            |                                                            |                                                               |                                                               |                                                               |                                                               |                                                               |                                                               |                                        |                                        |                                |                                |                                |                                |                                           |                                           |                                           |                                           |                                           |                                           |                                                         |                                                         |                                                         |                                                         |                                                         |                                                         |                                           |                                           |                                           |                                           |                                           |                                           |                                            |                                            |                                            |                                            |                                                      |                                                  |                                                  |                                                  |                                                                       |                                                                       |                                                                       |                                                                       |                                                                       |                                                                       |                                        |                                        |                                        |                                        |  |  |  |  |  |  |  |  |  |  |  |  |  |  |  |  |  |  |  |  |  |  |  |  |  |  |  |  |  |  |  |  |
|                                        |                                        |                                        |                                        |                                        |                                        |                              |                              |                                                                |                                                                |                                                                |                                                                |                                                                |                                                                |                                                            |                                                            | Ramon V comte de Tolosa marquès de Provença                | Ramon V comte de Tolosa marquès de Provença                | Ramon V comte de Tolosa marquès de Provença                   | Ramon V comte de Tolosa marquès de Provença                   | Ramon V comte de Tolosa marquès de Provença                   | Ramon V comte de Tolosa marquès de Provença                   |                                                               |                                                               |                                        |                                        |                                |                                |                                |                                |                                           |                                           |                                           |                                           |                                           |                                           | Bertran II comte de Forcalquier                         | Bertran II comte de Forcalquier                         | Bertran II comte de Forcalquier                         | Bertran II comte de Forcalquier                         | Bertran II comte de Forcalquier                         | Bertran II comte de Forcalquier                         |                                           |                                           | Guillem IV comte de Forcalquier           | Guillem IV comte de Forcalquier           | Guillem IV comte de Forcalquier           | Guillem IV comte de Forcalquier           | Guillem IV comte de Forcalquier            | Guillem IV comte de Forcalquier            |                                            |                                            | Ramon Berenguer IV comte de Barcelona                | Ramon Berenguer IV comte de Barcelona            | Ramon Berenguer IV comte de Barcelona            | Ramon Berenguer IV comte de Barcelona            | Ramon Berenguer IV comte de Barcelona                                 | Ramon Berenguer IV comte de Barcelona                                 |                                                                       |                                                                       | Berenguer Ramon I comte de Provença                                   | Berenguer Ramon I comte de Provença                                   | Berenguer Ramon I comte de Provença    | Berenguer Ramon I comte de Provença    | Berenguer Ramon I comte de Provença    | Berenguer Ramon I comte de Provença    |  |  |  |  |  |  |  |  |  |  |  |  |  |  |  |  |  |  |  |  |  |  |  |  |  |  |  |  |  |  |  |  |
|                                        |                                        |                                        |                                        |                                        |                                        |                              |                              |                                                                |                                                                |                                                                |                                                                |                                                                |                                                                |                                                            |                                                            | Ramon V comte de Tolosa marquès de Provença                | Ramon V comte de Tolosa marquès de Provença                | Ramon V comte de Tolosa marquès de Provença                   | Ramon V comte de Tolosa marquès de Provença                   | Ramon V comte de Tolosa marquès de Provença                   | Ramon V comte de Tolosa marquès de Provença                   |                                                               |                                                               |                                        |                                        |                                |                                |                                |                                |                                           |                                           |                                           |                                           |                                           |                                           | Bertran II comte de Forcalquier                         | Bertran II comte de Forcalquier                         | Bertran II comte de Forcalquier                         | Bertran II comte de Forcalquier                         | Bertran II comte de Forcalquier                         | Bertran II comte de Forcalquier                         |                                           |                                           | Guillem IV comte de Forcalquier           | Guillem IV comte de Forcalquier           | Guillem IV comte de Forcalquier           | Guillem IV comte de Forcalquier           | Guillem IV comte de Forcalquier            | Guillem IV comte de Forcalquier            |                                            |                                            | Ramon Berenguer IV comte de Barcelona                | Ramon Berenguer IV comte de Barcelona            | Ramon Berenguer IV comte de Barcelona            | Ramon Berenguer IV comte de Barcelona            | Ramon Berenguer IV comte de Barcelona                                 | Ramon Berenguer IV comte de Barcelona                                 |                                                                       |                                                                       | Berenguer Ramon I comte de Provença                                   | Berenguer Ramon I comte de Provença                                   | Berenguer Ramon I comte de Provença    | Berenguer Ramon I comte de Provença    | Berenguer Ramon I comte de Provença    | Berenguer Ramon I comte de Provença    |  |  |  |  |  |  |  |  |  |  |  |  |  |  |  |  |  |  |  |  |  |  |  |  |  |  |  |  |  |  |  |  |
|                                        |                                        |                                        |                                        |                                        |                                        |                              |                              |                                                                |                                                                |                                                                |                                                                |                                                                |                                                                |                                                            |                                                            | Ramon VI comte de Tolosa marquès de Provença               | Ramon VI comte de Tolosa marquès de Provença               | Ramon VI comte de Tolosa marquès de Provença                  | Ramon VI comte de Tolosa marquès de Provença                  | Ramon VI comte de Tolosa marquès de Provença                  | Ramon VI comte de Tolosa marquès de Provença                  |                                                               |                                                               |                                        |                                        |                                |                                |                                |                                |                                           |                                           |                                           |                                           |                                           |                                           |                                                         |                                                         |                                                         |                                                         |                                                         |                                                         |                                           |                                           | Garsenda x Ramon II de Sabran             | Garsenda x Ramon II de Sabran             | Garsenda x Ramon II de Sabran             | Garsenda x Ramon II de Sabran             | Garsenda x Ramon II de Sabran              | Garsenda x Ramon II de Sabran              |                                            |                                            | Alfons II roi d'Aragon comte de Provença             | Alfons II roi d'Aragon comte de Provença         | Alfons II roi d'Aragon comte de Provença         | Alfons II roi d'Aragon comte de Provença         | Alfons II roi d'Aragon comte de Provença                              | Alfons II roi d'Aragon comte de Provença                              |                                                                       |                                                                       | Ramon Berenguer III comte de Provença                                 | Ramon Berenguer III comte de Provença                                 | Ramon Berenguer III comte de Provença  | Ramon Berenguer III comte de Provença  | Ramon Berenguer III comte de Provença  | Ramon Berenguer III comte de Provença  |  |  |  |  |  |  |  |  |  |  |  |  |  |  |  |  |  |  |  |  |  |  |  |  |  |  |  |  |  |  |  |  |
|                                        |                                        |                                        |                                        |                                        |                                        |                              |                              |                                                                |                                                                |                                                                |                                                                |                                                                |                                                                |                                                            |                                                            | Ramon VI comte de Tolosa marquès de Provença               | Ramon VI comte de Tolosa marquès de Provença               | Ramon VI comte de Tolosa marquès de Provença                  | Ramon VI comte de Tolosa marquès de Provença                  | Ramon VI comte de Tolosa marquès de Provença                  | Ramon VI comte de Tolosa marquès de Provença                  |                                                               |                                                               |                                        |                                        |                                |                                |                                |                                |                                           |                                           |                                           |                                           |                                           |                                           |                                                         |                                                         |                                                         |                                                         |                                                         |                                                         |                                           |                                           | Garsenda x Ramon II de Sabran             | Garsenda x Ramon II de Sabran             | Garsenda x Ramon II de Sabran             | Garsenda x Ramon II de Sabran             | Garsenda x Ramon II de Sabran              | Garsenda x Ramon II de Sabran              |                                            |                                            | Alfons II roi d'Aragon comte de Provença             | Alfons II roi d'Aragon comte de Provença         | Alfons II roi d'Aragon comte de Provença         | Alfons II roi d'Aragon comte de Provença         | Alfons II roi d'Aragon comte de Provença                              | Alfons II roi d'Aragon comte de Provença                              |                                                                       |                                                                       | Ramon Berenguer III comte de Provença                                 | Ramon Berenguer III comte de Provença                                 | Ramon Berenguer III comte de Provença  | Ramon Berenguer III comte de Provença  | Ramon Berenguer III comte de Provença  | Ramon Berenguer III comte de Provença  |  |  |  |  |  |  |  |  |  |  |  |  |  |  |  |  |  |  |  |  |  |  |  |  |  |  |  |  |  |  |  |  |
|                                        |                                        |                                        |                                        |                                        |                                        |                              |                              |                                                                |                                                                |                                                                |                                                                |                                                                |                                                                |                                                            |                                                            | Ramon VII comte de Tolosa marquès de Provença              | Ramon VII comte de Tolosa marquès de Provença              | Ramon VII comte de Tolosa marquès de Provença                 | Ramon VII comte de Tolosa marquès de Provença                 | Ramon VII comte de Tolosa marquès de Provença                 | Ramon VII comte de Tolosa marquès de Provença                 |                                                               |                                                               |                                        |                                        |                                |                                |                                |                                |                                           |                                           |                                           |                                           |                                           |                                           |                                                         |                                                         |                                                         |                                                         |                                                         |                                                         |                                           |                                           | Garsenda comtessa de Forcalquier          | Garsenda comtessa de Forcalquier          | Garsenda comtessa de Forcalquier          | Garsenda comtessa de Forcalquier          | Garsenda comtessa de Forcalquier           | Garsenda comtessa de Forcalquier           |                                            |                                            | Alfons II comte de Provença                          | Alfons II comte de Provença                      | Alfons II comte de Provença                      | Alfons II comte de Provença                      | Alfons II comte de Provença                                           | Alfons II comte de Provença                                           |                                                                       |                                                                       | Dolça II comtessa de Provença                                         | Dolça II comtessa de Provença                                         | Dolça II comtessa de Provença          | Dolça II comtessa de Provença          | Dolça II comtessa de Provença          | Dolça II comtessa de Provença          |  |  |  |  |  |  |  |  |  |  |  |  |  |  |  |  |  |  |  |  |  |  |  |  |  |  |  |  |  |  |  |  |
|                                        |                                        |                                        |                                        |                                        |                                        |                              |                              |                                                                |                                                                |                                                                |                                                                |                                                                |                                                                |                                                            |                                                            | Ramon VII comte de Tolosa marquès de Provença              | Ramon VII comte de Tolosa marquès de Provença              | Ramon VII comte de Tolosa marquès de Provença                 | Ramon VII comte de Tolosa marquès de Provença                 | Ramon VII comte de Tolosa marquès de Provença                 | Ramon VII comte de Tolosa marquès de Provença                 |                                                               |                                                               |                                        |                                        |                                |                                |                                |                                |                                           |                                           |                                           |                                           |                                           |                                           |                                                         |                                                         |                                                         |                                                         |                                                         |                                                         |                                           |                                           | Garsenda comtessa de Forcalquier          | Garsenda comtessa de Forcalquier          | Garsenda comtessa de Forcalquier          | Garsenda comtessa de Forcalquier          | Garsenda comtessa de Forcalquier           | Garsenda comtessa de Forcalquier           |                                            |                                            | Alfons II comte de Provença                          | Alfons II comte de Provença                      | Alfons II comte de Provença                      | Alfons II comte de Provença                      | Alfons II comte de Provença                                           | Alfons II comte de Provença                                           |                                                                       |                                                                       | Dolça II comtessa de Provença                                         | Dolça II comtessa de Provença                                         | Dolça II comtessa de Provença          | Dolça II comtessa de Provença          | Dolça II comtessa de Provença          | Dolça II comtessa de Provença          |  |  |  |  |  |  |  |  |  |  |  |  |  |  |  |  |  |  |  |  |  |  |  |  |  |  |  |  |  |  |  |  |
|                                        |                                        |                                        |                                        |                                        |                                        |                              |                              |                                                                |                                                                |                                                                |                                                                |                                                                |                                                                |                                                            |                                                            |                                                            |                                                            |                                                               |                                                               |                                                               |                                                               |                                                               |                                                               |                                        |                                        |                                |                                |                                |                                |                                           |                                           |                                           |                                           |                                           |                                           |                                                         |                                                         |                                                         |                                                         |                                                         |                                                         |                                           |                                           |                                           |                                           |                                           |                                           |                                            |                                            |                                            |                                            |                                                      |                                                  |                                                  |                                                  |                                                                       |                                                                       |                                                                       |                                                                       |                                                                       |                                                                       |                                        |                                        |                                        |                                        |  |  |  |  |  |  |  |  |  |  |  |  |  |  |  |  |  |  |  |  |  |  |  |  |  |  |  |  |  |  |  |  |
|                                        |                                        |                                        |                                        |                                        |                                        |                              |                              |                                                                |                                                                |                                                                |                                                                |                                                                |                                                                |                                                            |                                                            |                                                            |                                                            |                                                               |                                                               |                                                               |                                                               |                                                               |                                                               |                                        |                                        |                                |                                |                                |                                |                                           |                                           | Lluís VIII rei de França                  | Lluís VIII rei de França                  | Lluís VIII rei de França                  | Lluís VIII rei de França                  | Lluís VIII rei de França                                | Lluís VIII rei de França                                |                                                         |                                                         |                                                         |                                                         |                                           |                                           |                                           |                                           |                                           |                                           | Ramon Berenguer V comte de Provença        | Ramon Berenguer V comte de Provença        | Ramon Berenguer V comte de Provença        | Ramon Berenguer V comte de Provença        | Ramon Berenguer V comte de Provença                  | Ramon Berenguer V comte de Provença              |                                                  |                                                  |                                                                       |                                                                       |                                                                       |                                                                       |                                                                       |                                                                       |                                        |                                        |                                        |                                        |  |  |  |  |  |  |  |  |  |  |  |  |  |  |  |  |  |  |  |  |  |  |  |  |  |  |  |  |  |  |  |  |
|                                        |                                        |                                        |                                        |                                        |                                        |                              |                              |                                                                |                                                                |                                                                |                                                                |                                                                |                                                                |                                                            |                                                            |                                                            |                                                            |                                                               |                                                               |                                                               |                                                               |                                                               |                                                               |                                        |                                        |                                |                                |                                |                                |                                           |                                           | Lluís VIII rei de França                  | Lluís VIII rei de França                  | Lluís VIII rei de França                  | Lluís VIII rei de França                  | Lluís VIII rei de França                                | Lluís VIII rei de França                                |                                                         |                                                         |                                                         |                                                         |                                           |                                           |                                           |                                           |                                           |                                           | Ramon Berenguer V comte de Provença        | Ramon Berenguer V comte de Provença        | Ramon Berenguer V comte de Provença        | Ramon Berenguer V comte de Provença        | Ramon Berenguer V comte de Provença                  | Ramon Berenguer V comte de Provença              |                                                  |                                                  |                                                                       |                                                                       |                                                                       |                                                                       |                                                                       |                                                                       |                                        |                                        |                                        |                                        |  |  |  |  |  |  |  |  |  |  |  |  |  |  |  |  |  |  |  |  |  |  |  |  |  |  |  |  |  |  |  |  |
|                                        |                                        |                                        |                                        |                                        |                                        |                              |                              |                                                                |                                                                |                                                                |                                                                |                                                                |                                                                |                                                            |                                                            |                                                            |                                                            |                                                               |                                                               |                                                               |                                                               |                                                               |                                                               |                                        |                                        |                                |                                |                                |                                |                                           |                                           |                                           |                                           |                                           |                                           |                                                         |                                                         |                                                         |                                                         |                                                         |                                                         |                                           |                                           |                                           |                                           |                                           |                                           |                                            |                                            |                                            |                                            |                                                      |                                                  |                                                  |                                                  |                                                                       |                                                                       |                                                                       |                                                                       |                                                                       |                                                                       |                                        |                                        |                                        |                                        |  |  |  |  |  |  |  |  |  |  |  |  |  |  |  |  |  |  |  |  |  |  |  |  |  |  |  |  |  |  |  |  |
|                                        |                                        |                                        |                                        |                                        |                                        |                              |                              |                                                                |                                                                |                                                                |                                                                |                                                                |                                                                |                                                            |                                                            | Joana comtessa de Tolosa marquesa de Provença              | Joana comtessa de Tolosa marquesa de Provença              | Joana comtessa de Tolosa marquesa de Provença                 | Joana comtessa de Tolosa marquesa de Provença                 | Joana comtessa de Tolosa marquesa de Provença                 | Joana comtessa de Tolosa marquesa de Provença                 |                                                               |                                                               | Alfons II comte de Poitiers            | Alfons II comte de Poitiers            | Alfons II comte de Poitiers    | Alfons II comte de Poitiers    | Alfons II comte de Poitiers    | Alfons II comte de Poitiers    |                                           |                                           | Lluís el Sant rei de França               | Lluís el Sant rei de França               | Lluís el Sant rei de França               | Lluís el Sant rei de França               | Lluís el Sant rei de França                             | Lluís el Sant rei de França                             |                                                         |                                                         | Carles I d'Anjou rei de Sicília                         | Carles I d'Anjou rei de Sicília                         | Carles I d'Anjou rei de Sicília           | Carles I d'Anjou rei de Sicília           | Carles I d'Anjou rei de Sicília           | Carles I d'Anjou rei de Sicília           |                                           |                                           | Beatriu comtessa de Provença               | Beatriu comtessa de Provença               | Beatriu comtessa de Provença               | Beatriu comtessa de Provença               | Beatriu comtessa de Provença                         | Beatriu comtessa de Provença                     |                                                  |                                                  |                                                                       |                                                                       |                                                                       |                                                                       |                                                                       |                                                                       |                                        |                                        |                                        |                                        |  |  |  |  |  |  |  |  |  |  |  |  |  |  |  |  |  |  |  |  |  |  |  |  |  |  |  |  |  |  |  |  |
|                                        |                                        |                                        |                                        |                                        |                                        |                              |                              |                                                                |                                                                |                                                                |                                                                |                                                                |                                                                |                                                            |                                                            | Joana comtessa de Tolosa marquesa de Provença              | Joana comtessa de Tolosa marquesa de Provença              | Joana comtessa de Tolosa marquesa de Provença                 | Joana comtessa de Tolosa marquesa de Provença                 | Joana comtessa de Tolosa marquesa de Provença                 | Joana comtessa de Tolosa marquesa de Provença                 |                                                               |                                                               | Alfons II comte de Poitiers            | Alfons II comte de Poitiers            | Alfons II comte de Poitiers    | Alfons II comte de Poitiers    | Alfons II comte de Poitiers    | Alfons II comte de Poitiers    |                                           |                                           | Lluís el Sant rei de França               | Lluís el Sant rei de França               | Lluís el Sant rei de França               | Lluís el Sant rei de França               | Lluís el Sant rei de França                             | Lluís el Sant rei de França                             |                                                         |                                                         | Carles I d'Anjou rei de Sicília                         | Carles I d'Anjou rei de Sicília                         | Carles I d'Anjou rei de Sicília           | Carles I d'Anjou rei de Sicília           | Carles I d'Anjou rei de Sicília           | Carles I d'Anjou rei de Sicília           |                                           |                                           | Beatriu comtessa de Provença               | Beatriu comtessa de Provença               | Beatriu comtessa de Provença               | Beatriu comtessa de Provença               | Beatriu comtessa de Provença                         | Beatriu comtessa de Provença                     |                                                  |                                                  |                                                                       |                                                                       |                                                                       |                                                                       |                                                                       |                                                                       |                                        |                                        |                                        |                                        |  |  |  |  |  |  |  |  |  |  |  |  |  |  |  |  |  |  |  |  |  |  |  |  |  |  |  |  |  |  |  |  |
|                                        |                                        |                                        |                                        |                                        |                                        |                              |                              |                                                                |                                                                |                                                                |                                                                |                                                                |                                                                |                                                            |                                                            |                                                            |                                                            |                                                               |                                                               |                                                               |                                                               |                                                               |                                                               |                                        |                                        |                                |                                |                                |                                |                                           |                                           |                                           |                                           |                                           |                                           |                                                         |                                                         |                                                         |                                                         |                                                         |                                                         |                                           |                                           |                                           |                                           |                                           |                                           |                                            |                                            |                                            |                                            |                                                      |                                                  |                                                  |                                                  |                                                                       |                                                                       |                                                                       |                                                                       |                                                                       |                                                                       |                                        |                                        |                                        |                                        |  |  |  |  |  |  |  |  |  |  |  |  |  |  |  |  |  |  |  |  |  |  |  |  |  |  |  |  |  |  |  |  |
|                                        |                                        |                                        |                                        |                                        |                                        |                              |                              |                                                                |                                                                |                                                                |                                                                |                                                                |                                                                |                                                            |                                                            |                                                            |                                                            |                                                               |                                                               |                                                               |                                                               |                                                               |                                                               |                                        |                                        |                                |                                |                                |                                |                                           |                                           | Felip III rei de França                   | Felip III rei de França                   | Felip III rei de França                   | Felip III rei de França                   | Felip III rei de França                                 | Felip III rei de França                                 |                                                         |                                                         |                                                         |                                                         |                                           |                                           | Carles II rei de Nàpols comte de Provença | Carles II rei de Nàpols comte de Provença | Carles II rei de Nàpols comte de Provença | Carles II rei de Nàpols comte de Provença | Carles II rei de Nàpols comte de Provença  | Carles II rei de Nàpols comte de Provença  |                                            |                                            |                                                      |                                                  |                                                  |                                                  |                                                                       |                                                                       |                                                                       |                                                                       |                                                                       |                                                                       |                                        |                                        |                                        |                                        |  |  |  |  |  |  |  |  |  |  |  |  |  |  |  |  |  |  |  |  |  |  |  |  |  |  |  |  |  |  |  |  |
|                                        |                                        |                                        |                                        |                                        |                                        |                              |                              |                                                                |                                                                |                                                                |                                                                |                                                                |                                                                |                                                            |                                                            |                                                            |                                                            |                                                               |                                                               |                                                               |                                                               |                                                               |                                                               |                                        |                                        |                                |                                |                                |                                |                                           |                                           | Felip III rei de França                   | Felip III rei de França                   | Felip III rei de França                   | Felip III rei de França                   | Felip III rei de França                                 | Felip III rei de França                                 |                                                         |                                                         |                                                         |                                                         |                                           |                                           | Carles II rei de Nàpols comte de Provença | Carles II rei de Nàpols comte de Provença | Carles II rei de Nàpols comte de Provença | Carles II rei de Nàpols comte de Provença | Carles II rei de Nàpols comte de Provença  | Carles II rei de Nàpols comte de Provença  |                                            |                                            |                                                      |                                                  |                                                  |                                                  |                                                                       |                                                                       |                                                                       |                                                                       |                                                                       |                                                                       |                                        |                                        |                                        |                                        |  |  |  |  |  |  |  |  |  |  |  |  |  |  |  |  |  |  |  |  |  |  |  |  |  |  |  |  |  |  |  |  |
|                                        |                                        |                                        |                                        |                                        |                                        |                              |                              |                                                                |                                                                |                                                                |                                                                |                                                                |                                                                |                                                            |                                                            |                                                            |                                                            |                                                               |                                                               |                                                               |                                                               |                                                               |                                                               |                                        |                                        |                                |                                |                                |                                |                                           |                                           |                                           |                                           |                                           |                                           |                                                         |                                                         |                                                         |                                                         |                                                         |                                                         |                                           |                                           |                                           |                                           |                                           |                                           |                                            |                                            |                                            |                                            |                                                      |                                                  |                                                  |                                                  |                                                                       |                                                                       |                                                                       |                                                                       |                                                                       |                                                                       |                                        |                                        |                                        |                                        |  |  |  |  |  |  |  |  |  |  |  |  |  |  |  |  |  |  |  |  |  |  |  |  |  |  |  |  |  |  |  |  |
|                                        |                                        |                                        |                                        |                                        |                                        |                              |                              |                                                                |                                                                |                                                                |                                                                |                                                                |                                                                |                                                            |                                                            |                                                            |                                                            |                                                               |                                                               |                                                               |                                                               |                                                               |                                                               | Felip IV el Bell rei de França         | Felip IV el Bell rei de França         | Felip IV el Bell rei de França | Felip IV el Bell rei de França | Felip IV el Bell rei de França | Felip IV el Bell rei de França |                                           |                                           | Carles comte de Valois                    | Carles comte de Valois                    | Carles comte de Valois                    | Carles comte de Valois                    | Carles comte de Valois                                  | Carles comte de Valois                                  |                                                         |                                                         | Margarita                                               | Margarita                                               | Margarita                                 | Margarita                                 | Margarita                                 | Margarita                                 |                                           |                                           | Robert rei de Nàpols comte de Provença     | Robert rei de Nàpols comte de Provença     | Robert rei de Nàpols comte de Provença     | Robert rei de Nàpols comte de Provença     | Robert rei de Nàpols comte de Provença               | Robert rei de Nàpols comte de Provença           |                                                  |                                                  |                                                                       |                                                                       |                                                                       |                                                                       |                                                                       |                                                                       |                                        |                                        |                                        |                                        |  |  |  |  |  |  |  |  |  |  |  |  |  |  |  |  |  |  |  |  |  |  |  |  |  |  |  |  |  |  |  |  |
|                                        |                                        |                                        |                                        |                                        |                                        |                              |                              |                                                                |                                                                |                                                                |                                                                |                                                                |                                                                |                                                            |                                                            |                                                            |                                                            |                                                               |                                                               |                                                               |                                                               |                                                               |                                                               | Felip IV el Bell rei de França         | Felip IV el Bell rei de França         | Felip IV el Bell rei de França | Felip IV el Bell rei de França | Felip IV el Bell rei de França | Felip IV el Bell rei de França |                                           |                                           | Carles comte de Valois                    | Carles comte de Valois                    | Carles comte de Valois                    | Carles comte de Valois                    | Carles comte de Valois                                  | Carles comte de Valois                                  |                                                         |                                                         | Margarita                                               | Margarita                                               | Margarita                                 | Margarita                                 | Margarita                                 | Margarita                                 |                                           |                                           | Robert rei de Nàpols comte de Provença     | Robert rei de Nàpols comte de Provença     | Robert rei de Nàpols comte de Provença     | Robert rei de Nàpols comte de Provença     | Robert rei de Nàpols comte de Provença               | Robert rei de Nàpols comte de Provença           |                                                  |                                                  |                                                                       |                                                                       |                                                                       |                                                                       |                                                                       |                                                                       |                                        |                                        |                                        |                                        |  |  |  |  |  |  |  |  |  |  |  |  |  |  |  |  |  |  |  |  |  |  |  |  |  |  |  |  |  |  |  |  |
|                                        |                                        |                                        |                                        |                                        |                                        |                              |                              |                                                                |                                                                |                                                                |                                                                |                                                                |                                                                |                                                            |                                                            |                                                            |                                                            |                                                               |                                                               |                                                               |                                                               |                                                               |                                                               |                                        |                                        |                                |                                |                                |                                |                                           |                                           |                                           |                                           |                                           |                                           |                                                         |                                                         |                                                         |                                                         |                                                         |                                                         |                                           |                                           |                                           |                                           |                                           |                                           |                                            |                                            |                                            |                                            |                                                      |                                                  |                                                  |                                                  |                                                                       |                                                                       |                                                                       |                                                                       |                                                                       |                                                                       |                                        |                                        |                                        |                                        |  |  |  |  |  |  |  |  |  |  |  |  |  |  |  |  |  |  |  |  |  |  |  |  |  |  |  |  |  |  |  |  |
|                                        |                                        |                                        |                                        |                                        |                                        |                              |                              |                                                                |                                                                |                                                                |                                                                |                                                                |                                                                |                                                            |                                                            |                                                            |                                                            |                                                               |                                                               |                                                               |                                                               |                                                               |                                                               |                                        |                                        |                                |                                |                                |                                |                                           |                                           |                                           |                                           |                                           |                                           | Felip VI rei de França                                  | Felip VI rei de França                                  | Felip VI rei de França                                  | Felip VI rei de França                                  | Felip VI rei de França                                  | Felip VI rei de França                                  |                                           |                                           |                                           |                                           |                                           |                                           | Carles duc de Calàbria                     | Carles duc de Calàbria                     | Carles duc de Calàbria                     | Carles duc de Calàbria                     | Carles duc de Calàbria                               | Carles duc de Calàbria                           |                                                  |                                                  |                                                                       |                                                                       |                                                                       |                                                                       |                                                                       |                                                                       |                                        |                                        |                                        |                                        |  |  |  |  |  |  |  |  |  |  |  |  |  |  |  |  |  |  |  |  |  |  |  |  |  |  |  |  |  |  |  |  |
|                                        |                                        |                                        |                                        |                                        |                                        |                              |                              |                                                                |                                                                |                                                                |                                                                |                                                                |                                                                |                                                            |                                                            |                                                            |                                                            |                                                               |                                                               |                                                               |                                                               |                                                               |                                                               |                                        |                                        |                                |                                |                                |                                |                                           |                                           |                                           |                                           |                                           |                                           | Felip VI rei de França                                  | Felip VI rei de França                                  | Felip VI rei de França                                  | Felip VI rei de França                                  | Felip VI rei de França                                  | Felip VI rei de França                                  |                                           |                                           |                                           |                                           |                                           |                                           | Carles duc de Calàbria                     | Carles duc de Calàbria                     | Carles duc de Calàbria                     | Carles duc de Calàbria                     | Carles duc de Calàbria                               | Carles duc de Calàbria                           |                                                  |                                                  |                                                                       |                                                                       |                                                                       |                                                                       |                                                                       |                                                                       |                                        |                                        |                                        |                                        |  |  |  |  |  |  |  |  |  |  |  |  |  |  |  |  |  |  |  |  |  |  |  |  |  |  |  |  |  |  |  |  |
|                                        |                                        |                                        |                                        |                                        |                                        |                              |                              |                                                                |                                                                |                                                                |                                                                |                                                                |                                                                |                                                            |                                                            |                                                            |                                                            |                                                               |                                                               |                                                               |                                                               |                                                               |                                                               |                                        |                                        |                                |                                |                                |                                |                                           |                                           |                                           |                                           |                                           |                                           | Joan II rei de França                                   | Joan II rei de França                                   | Joan II rei de França                                   | Joan II rei de França                                   | Joan II rei de França                                   | Joan II rei de França                                   |                                           |                                           |                                           |                                           |                                           |                                           | Joana reina de Nàpols comtessa de Provença | Joana reina de Nàpols comtessa de Provença | Joana reina de Nàpols comtessa de Provença | Joana reina de Nàpols comtessa de Provença | Joana reina de Nàpols comtessa de Provença           | Joana reina de Nàpols comtessa de Provença       |                                                  |                                                  |                                                                       |                                                                       |                                                                       |                                                                       |                                                                       |                                                                       |                                        |                                        |                                        |                                        |  |  |  |  |  |  |  |  |  |  |  |  |  |  |  |  |  |  |  |  |  |  |  |  |  |  |  |  |  |  |  |  |
|                                        |                                        |                                        |                                        |                                        |                                        |                              |                              |                                                                |                                                                |                                                                |                                                                |                                                                |                                                                |                                                            |                                                            |                                                            |                                                            |                                                               |                                                               |                                                               |                                                               |                                                               |                                                               |                                        |                                        |                                |                                |                                |                                |                                           |                                           |                                           |                                           |                                           |                                           | Joan II rei de França                                   | Joan II rei de França                                   | Joan II rei de França                                   | Joan II rei de França                                   | Joan II rei de França                                   | Joan II rei de França                                   |                                           |                                           |                                           |                                           |                                           |                                           | Joana reina de Nàpols comtessa de Provença | Joana reina de Nàpols comtessa de Provença | Joana reina de Nàpols comtessa de Provença | Joana reina de Nàpols comtessa de Provença | Joana reina de Nàpols comtessa de Provença           | Joana reina de Nàpols comtessa de Provença       |                                                  |                                                  |                                                                       |                                                                       |                                                                       |                                                                       |                                                                       |                                                                       |                                        |                                        |                                        |                                        |  |  |  |  |  |  |  |  |  |  |  |  |  |  |  |  |  |  |  |  |  |  |  |  |  |  |  |  |  |  |  |  |
|                                        |                                        |                                        |                                        |                                        |                                        |                              |                              |                                                                |                                                                |                                                                |                                                                |                                                                |                                                                |                                                            |                                                            |                                                            |                                                            |                                                               |                                                               |                                                               |                                                               |                                                               |                                                               |                                        |                                        |                                |                                |                                |                                |                                           |                                           |                                           |                                           |                                           |                                           |                                                         |                                                         |                                                         |                                                         |                                                         |                                                         |                                           |                                           |                                           |                                           |                                           |                                           |                                            |                                            |                                            |                                            |                                                      |                                                  |                                                  |                                                  |                                                                       |                                                                       |                                                                       |                                                                       |                                                                       |                                                                       |                                        |                                        |                                        |                                        |  |  |  |  |  |  |  |  |  |  |  |  |  |  |  |  |  |  |  |  |  |  |  |  |  |  |  |  |  |  |  |  |
|                                        |                                        |                                        |                                        |                                        |                                        |                              |                              |                                                                |                                                                |                                                                |                                                                |                                                                |                                                                |                                                            |                                                            |                                                            |                                                            |                                                               |                                                               |                                                               |                                                               |                                                               |                                                               |                                        |                                        |                                |                                | Carles V rei de França         | Carles V rei de França         | Carles V rei de França                    | Carles V rei de França                    | Carles V rei de França                    | Carles V rei de França                    |                                           |                                           |                                                         |                                                         |                                                         |                                                         |                                                         |                                                         |                                           |                                           | Lluís I duc d'Anjou comte de Provença     | Lluís I duc d'Anjou comte de Provença     | Lluís I duc d'Anjou comte de Provença     | Lluís I duc d'Anjou comte de Provença     | Lluís I duc d'Anjou comte de Provença      | Lluís I duc d'Anjou comte de Provença      |                                            |                                            |                                                      |                                                  |                                                  |                                                  |                                                                       |                                                                       |                                                                       |                                                                       |                                                                       |                                                                       |                                        |                                        |                                        |                                        |  |  |  |  |  |  |  |  |  |  |  |  |  |  |  |  |  |  |  |  |  |  |  |  |  |  |  |  |  |  |  |  |
|                                        |                                        |                                        |                                        |                                        |                                        |                              |                              |                                                                |                                                                |                                                                |                                                                |                                                                |                                                                |                                                            |                                                            |                                                            |                                                            |                                                               |                                                               |                                                               |                                                               |                                                               |                                                               |                                        |                                        |                                |                                | Carles V rei de França         | Carles V rei de França         | Carles V rei de França                    | Carles V rei de França                    | Carles V rei de França                    | Carles V rei de França                    |                                           |                                           |                                                         |                                                         |                                                         |                                                         |                                                         |                                                         |                                           |                                           | Lluís I duc d'Anjou comte de Provença     | Lluís I duc d'Anjou comte de Provença     | Lluís I duc d'Anjou comte de Provença     | Lluís I duc d'Anjou comte de Provença     | Lluís I duc d'Anjou comte de Provença      | Lluís I duc d'Anjou comte de Provença      |                                            |                                            |                                                      |                                                  |                                                  |                                                  |                                                                       |                                                                       |                                                                       |                                                                       |                                                                       |                                                                       |                                        |                                        |                                        |                                        |  |  |  |  |  |  |  |  |  |  |  |  |  |  |  |  |  |  |  |  |  |  |  |  |  |  |  |  |  |  |  |  |
|                                        |                                        |                                        |                                        |                                        |                                        |                              |                              |                                                                |                                                                |                                                                |                                                                |                                                                |                                                                |                                                            |                                                            |                                                            |                                                            |                                                               |                                                               |                                                               |                                                               |                                                               |                                                               |                                        |                                        |                                |                                | Carles VI rei de França        | Carles VI rei de França        | Carles VI rei de França                   | Carles VI rei de França                   | Carles VI rei de França                   | Carles VI rei de França                   |                                           |                                           |                                                         |                                                         |                                                         |                                                         |                                                         |                                                         |                                           |                                           | Lluís II duc d'Anjou comte de Provença    | Lluís II duc d'Anjou comte de Provença    | Lluís II duc d'Anjou comte de Provença    | Lluís II duc d'Anjou comte de Provença    | Lluís II duc d'Anjou comte de Provença     | Lluís II duc d'Anjou comte de Provença     |                                            |                                            |                                                      |                                                  |                                                  |                                                  |                                                                       |                                                                       |                                                                       |                                                                       |                                                                       |                                                                       |                                        |                                        |                                        |                                        |  |  |  |  |  |  |  |  |  |  |  |  |  |  |  |  |  |  |  |  |  |  |  |  |  |  |  |  |  |  |  |  |
|                                        |                                        |                                        |                                        |                                        |                                        |                              |                              |                                                                |                                                                |                                                                |                                                                |                                                                |                                                                |                                                            |                                                            |                                                            |                                                            |                                                               |                                                               |                                                               |                                                               |                                                               |                                                               |                                        |                                        |                                |                                | Carles VI rei de França        | Carles VI rei de França        | Carles VI rei de França                   | Carles VI rei de França                   | Carles VI rei de França                   | Carles VI rei de França                   |                                           |                                           |                                                         |                                                         |                                                         |                                                         |                                                         |                                                         |                                           |                                           | Lluís II duc d'Anjou comte de Provença    | Lluís II duc d'Anjou comte de Provença    | Lluís II duc d'Anjou comte de Provença    | Lluís II duc d'Anjou comte de Provença    | Lluís II duc d'Anjou comte de Provença     | Lluís II duc d'Anjou comte de Provença     |                                            |                                            |                                                      |                                                  |                                                  |                                                  |                                                                       |                                                                       |                                                                       |                                                                       |                                                                       |                                                                       |                                        |                                        |                                        |                                        |  |  |  |  |  |  |  |  |  |  |  |  |  |  |  |  |  |  |  |  |  |  |  |  |  |  |  |  |  |  |  |  |
|                                        |                                        |                                        |                                        |                                        |                                        |                              |                              |                                                                |                                                                |                                                                |                                                                |                                                                |                                                                |                                                            |                                                            |                                                            |                                                            |                                                               |                                                               |                                                               |                                                               |                                                               |                                                               |                                        |                                        |                                |                                |                                |                                |                                           |                                           |                                           |                                           |                                           |                                           |                                                         |                                                         |                                                         |                                                         |                                                         |                                                         |                                           |                                           |                                           |                                           |                                           |                                           |                                            |                                            |                                            |                                            |                                                      |                                                  |                                                  |                                                  |                                                                       |                                                                       |                                                                       |                                                                       |                                                                       |                                                                       |                                        |                                        |                                        |                                        |  |  |  |  |  |  |  |  |  |  |  |  |  |  |  |  |  |  |  |  |  |  |  |  |  |  |  |  |  |  |  |  |
|                                        |                                        |                                        |                                        |                                        |                                        |                              |                              |                                                                |                                                                |                                                                |                                                                |                                                                |                                                                |                                                            |                                                            |                                                            |                                                            |                                                               |                                                               |                                                               |                                                               |                                                               |                                                               |                                        |                                        |                                |                                | Carles VII rei de França       | Carles VII rei de França       | Carles VII rei de França                  | Carles VII rei de França                  | Carles VII rei de França                  | Carles VII rei de França                  |                                           |                                           | Maria                                                   | Maria                                                   | Maria                                                   | Maria                                                   | Maria                                                   | Maria                                                   |                                           |                                           | Lluís III duc d'Anjou comte de Provença   | Lluís III duc d'Anjou comte de Provença   | Lluís III duc d'Anjou comte de Provença   | Lluís III duc d'Anjou comte de Provença   | Lluís III duc d'Anjou comte de Provença    | Lluís III duc d'Anjou comte de Provença    |                                            |                                            | Renat duc de Bar rei de Nàpols comte de Provença     | Renat duc de Bar rei de Nàpols comte de Provença | Renat duc de Bar rei de Nàpols comte de Provença | Renat duc de Bar rei de Nàpols comte de Provença | Renat duc de Bar rei de Nàpols comte de Provença                      | Renat duc de Bar rei de Nàpols comte de Provença                      |                                                                       |                                                                       | Carles IV comte del Maine                                             | Carles IV comte del Maine                                             | Carles IV comte del Maine              | Carles IV comte del Maine              | Carles IV comte del Maine              | Carles IV comte del Maine              |  |  |  |  |  |  |  |  |  |  |  |  |  |  |  |  |  |  |  |  |  |  |  |  |  |  |  |  |  |  |  |  |
|                                        |                                        |                                        |                                        |                                        |                                        |                              |                              |                                                                |                                                                |                                                                |                                                                |                                                                |                                                                |                                                            |                                                            |                                                            |                                                            |                                                               |                                                               |                                                               |                                                               |                                                               |                                                               |                                        |                                        |                                |                                | Carles VII rei de França       | Carles VII rei de França       | Carles VII rei de França                  | Carles VII rei de França                  | Carles VII rei de França                  | Carles VII rei de França                  |                                           |                                           | Maria                                                   | Maria                                                   | Maria                                                   | Maria                                                   | Maria                                                   | Maria                                                   |                                           |                                           | Lluís III duc d'Anjou comte de Provença   | Lluís III duc d'Anjou comte de Provença   | Lluís III duc d'Anjou comte de Provença   | Lluís III duc d'Anjou comte de Provença   | Lluís III duc d'Anjou comte de Provença    | Lluís III duc d'Anjou comte de Provença    |                                            |                                            | Renat duc de Bar rei de Nàpols comte de Provença     | Renat duc de Bar rei de Nàpols comte de Provença | Renat duc de Bar rei de Nàpols comte de Provença | Renat duc de Bar rei de Nàpols comte de Provença | Renat duc de Bar rei de Nàpols comte de Provença                      | Renat duc de Bar rei de Nàpols comte de Provença                      |                                                                       |                                                                       | Carles IV comte del Maine                                             | Carles IV comte del Maine                                             | Carles IV comte del Maine              | Carles IV comte del Maine              | Carles IV comte del Maine              | Carles IV comte del Maine              |  |  |  |  |  |  |  |  |  |  |  |  |  |  |  |  |  |  |  |  |  |  |  |  |  |  |  |  |  |  |  |  |
|                                        |                                        |                                        |                                        |                                        |                                        |                              |                              |                                                                |                                                                |                                                                |                                                                |                                                                |                                                                |                                                            |                                                            |                                                            |                                                            |                                                               |                                                               |                                                               |                                                               |                                                               |                                                               |                                        |                                        |                                |                                |                                |                                |                                           |                                           |                                           |                                           |                                           |                                           |                                                         |                                                         |                                                         |                                                         |                                                         |                                                         |                                           |                                           |                                           |                                           |                                           |                                           |                                            |                                            |                                            |                                            |                                                      |                                                  |                                                  |                                                  |                                                                       |                                                                       |                                                                       |                                                                       |                                                                       |                                                                       |                                        |                                        |                                        |                                        |  |  |  |  |  |  |  |  |  |  |  |  |  |  |  |  |  |  |  |  |  |  |  |  |  |  |  |  |  |  |  |  |
|                                        |                                        |                                        |                                        |                                        |                                        |                              |                              |                                                                |                                                                |                                                                |                                                                |                                                                |                                                                |                                                            |                                                            |                                                            |                                                            |                                                               |                                                               |                                                               |                                                               |                                                               |                                                               |                                        |                                        |                                |                                |                                |                                |                                           |                                           | Lluís XI rei de França                    | Lluís XI rei de França                    | Lluís XI rei de França                    | Lluís XI rei de França                    | Lluís XI rei de França                                  | Lluís XI rei de França                                  |                                                         |                                                         |                                                         |                                                         |                                           |                                           |                                           |                                           |                                           |                                           |                                            |                                            |                                            |                                            | Iolanda x Ferry II comte de Vaudémont                | Iolanda x Ferry II comte de Vaudémont            | Iolanda x Ferry II comte de Vaudémont            | Iolanda x Ferry II comte de Vaudémont            | Iolanda x Ferry II comte de Vaudémont                                 | Iolanda x Ferry II comte de Vaudémont                                 |                                                                       |                                                                       | Carles V duc d'Anjou comte de Provença                                | Carles V duc d'Anjou comte de Provença                                | Carles V duc d'Anjou comte de Provença | Carles V duc d'Anjou comte de Provença | Carles V duc d'Anjou comte de Provença | Carles V duc d'Anjou comte de Provença |  |  |  |  |  |  |  |  |  |  |  |  |  |  |  |  |  |  |  |  |  |  |  |  |  |  |  |  |  |  |  |  |
|                                        |                                        |                                        |                                        |                                        |                                        |                              |                              |                                                                |                                                                |                                                                |                                                                |                                                                |                                                                |                                                            |                                                            |                                                            |                                                            |                                                               |                                                               |                                                               |                                                               |                                                               |                                                               |                                        |                                        |                                |                                |                                |                                |                                           |                                           | Lluís XI rei de França                    | Lluís XI rei de França                    | Lluís XI rei de França                    | Lluís XI rei de França                    | Lluís XI rei de França                                  | Lluís XI rei de França                                  |                                                         |                                                         |                                                         |                                                         |                                           |                                           |                                           |                                           |                                           |                                           |                                            |                                            |                                            |                                            | Iolanda x Ferry II comte de Vaudémont                | Iolanda x Ferry II comte de Vaudémont            | Iolanda x Ferry II comte de Vaudémont            | Iolanda x Ferry II comte de Vaudémont            | Iolanda x Ferry II comte de Vaudémont                                 | Iolanda x Ferry II comte de Vaudémont                                 |                                                                       |                                                                       | Carles V duc d'Anjou comte de Provença                                | Carles V duc d'Anjou comte de Provença                                | Carles V duc d'Anjou comte de Provença | Carles V duc d'Anjou comte de Provença | Carles V duc d'Anjou comte de Provença | Carles V duc d'Anjou comte de Provença |  |  |  |  |  |  |  |  |  |  |  |  |  |  |  |  |  |  |  |  |  |  |  |  |  |  |  |  |  |  |  |  |
|                                        |                                        |                                        |                                        |                                        |                                        |                              |                              |                                                                |                                                                |                                                                |                                                                |                                                                |                                                                |                                                            |                                                            |                                                            |                                                            |                                                               |                                                               |                                                               |                                                               |                                                               |                                                               |                                        |                                        |                                |                                |                                |                                |                                           |                                           |                                           |                                           |                                           |                                           |                                                         |                                                         |                                                         |                                                         |                                                         |                                                         |                                           |                                           |                                           |                                           |                                           |                                           |                                            |                                            |                                            |                                            | Renat II comte de Vaudémont duc de Lorena duc de Bar |                                                  |                                                  |                                                  |                                                                       |                                                                       |                                                                       |                                                                       |                                                                       |                                                                       |                                        |                                        |                                        |                                        |  |  |  |  |  |  |  |  |  |  |  |  |  |  |  |  |  |  |  |  |  |  |  |  |  |  |  |  |  |  |  |  |